# Albania w Konkursie Piosenki Eurowizji
Albania uczestniczy w Konkursie Piosenki Eurowizji od 2004. Krajowym nadawcą publicznym odpowiedzialnym za udział w konkursie jest Radio Televizioni Shqiptar (RTSH)
Reprezentant Albanii na Eurowizji wyłaniany jest w trakcie festiwalu Festivali i Këngës, który odbywa się w grudniu, tym samym prawie zawsze rozpoczynając tzw. sezon eurowizyjny, ponieważ zwykle odbywa się najwcześniej spośród pozostałych europejskich selekcji.
Najwyższym wynikiem uzyskanym przez Albanię jest piąte miejsce, które zajęła Rona Nishliu z utworem „Suus” w finale konkursu w 2012.

## Historia Albanii w Konkursie Piosenki Eurowizji
W 2002 albański nadawca publiczny Radio Televizioni Shqiptar (RTSH) wyraził chęć bycia pasywnym uczestnikiem 47. Konkursu Piosenki Eurowizji. Planował debiut w konkursie w 2003, ale Europejska Unia Nadawców odmówiła mu udziału z powodu dużej liczby państw chętnych do uczestnictwa w konkursie. Po raz pierwszy wystawił reprezentanta na 49. Konkurs Piosenki Eurowizji w Stambule.

### Lata 2004–2009

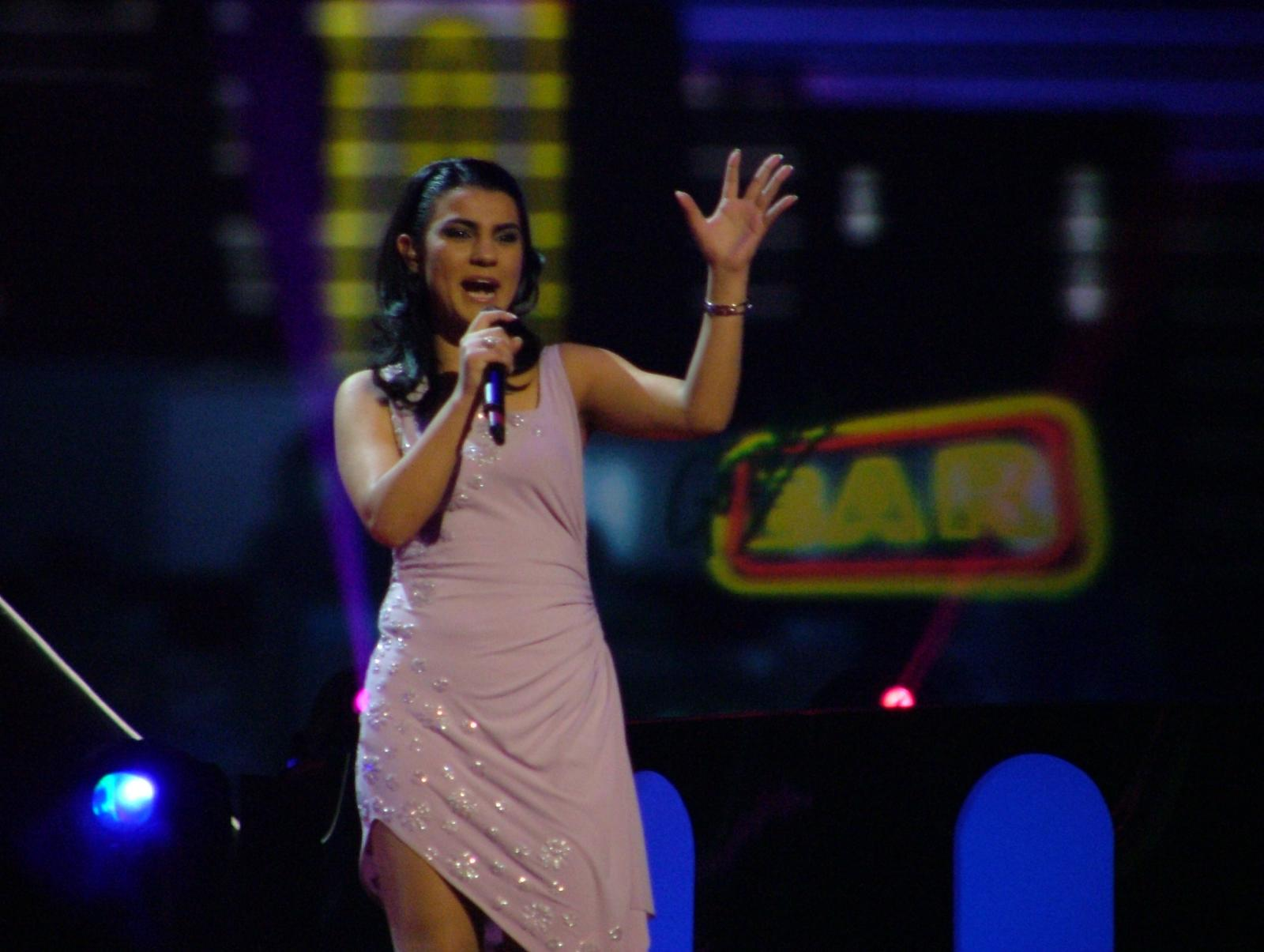
Anjeza Shahini podczas 49. Konkursu Piosenki Eurowizji w Stambule (2004)

Pomimo pogłosek o wewnętrznym wyborze Adriana Gaxha na reprezentanta kraju, stacja RTSH wysłała na konkurs zwycięzcę 42. edycji Festivali i Këngës organizowanego w Pałacu Kongresu w Tiranie. 18 i 19 grudnia rozegrano półfinały, w których wystąpili: Orges Toçe, Fazile Syla, Arjan Hasanlliu, Elvana Gjata, Rudi i Ingrid Jushi, Voltan Prodani, Aurel Thellimi, Arbër Arapi, Kozma Dushi, Ermiona Lekbello, Klajdi Musabelli, Evis Mula, Saimir Çili i Rovena Dilo oraz Andi Kongo, Erida Rexhepi, Kujtim Prodani, Edmond Mancaku, Anila Jonuzi, Gjergj Jorgaqi, Anisa Dervina, Rijet Pirani, Bashkim Rodoni, Eneda Tarifa, Rosela Gjylbegu, Françesk Radi, Saimir Braho, Mariza Ikonomi i Anjeza Shahini. Do sobotniego finału awansowało po dziewięciu wykonawców z każdej rundy. Największą liczbę głosów telewidzów i jurorów (w stosunku 50:50) w finale zdobyła Anjeza Shahini z piosenką „Imazhi yt” Edmonda Zhulali. Wszystkie trzy koncerty festiwalowe poprowadzili Adi Krasta i Ledina Çelo. Po finale festiwalu utwór „Imazhi yt” został skrócony do trzech minut (zgodnie z regulaminem Eurowizji), a następnie przetłumaczony na język angielski i wydany jako „The Image of You”. Z powodu dużej liczby krajów zainteresowanych udziałem w konkursie, w 2004 wprowadzono rundę półfinałową, w której wzięła udział m.in. reprezentantka Albanii. W tygodniu poprzedzającym występ wzięła udział w konferencjach prasowych z udziałem akredytowanych dziennikarzy. W środę 12 maja wystąpiła w półfinale Eurowizji 2004 i z czwartego miejsca awansowała do sobotniego finału, w którym zajęła siódme miejsce na 24 finałowe kraje. Punkty przyznane przez albańskich telewidzów podał Zhani Ciko.

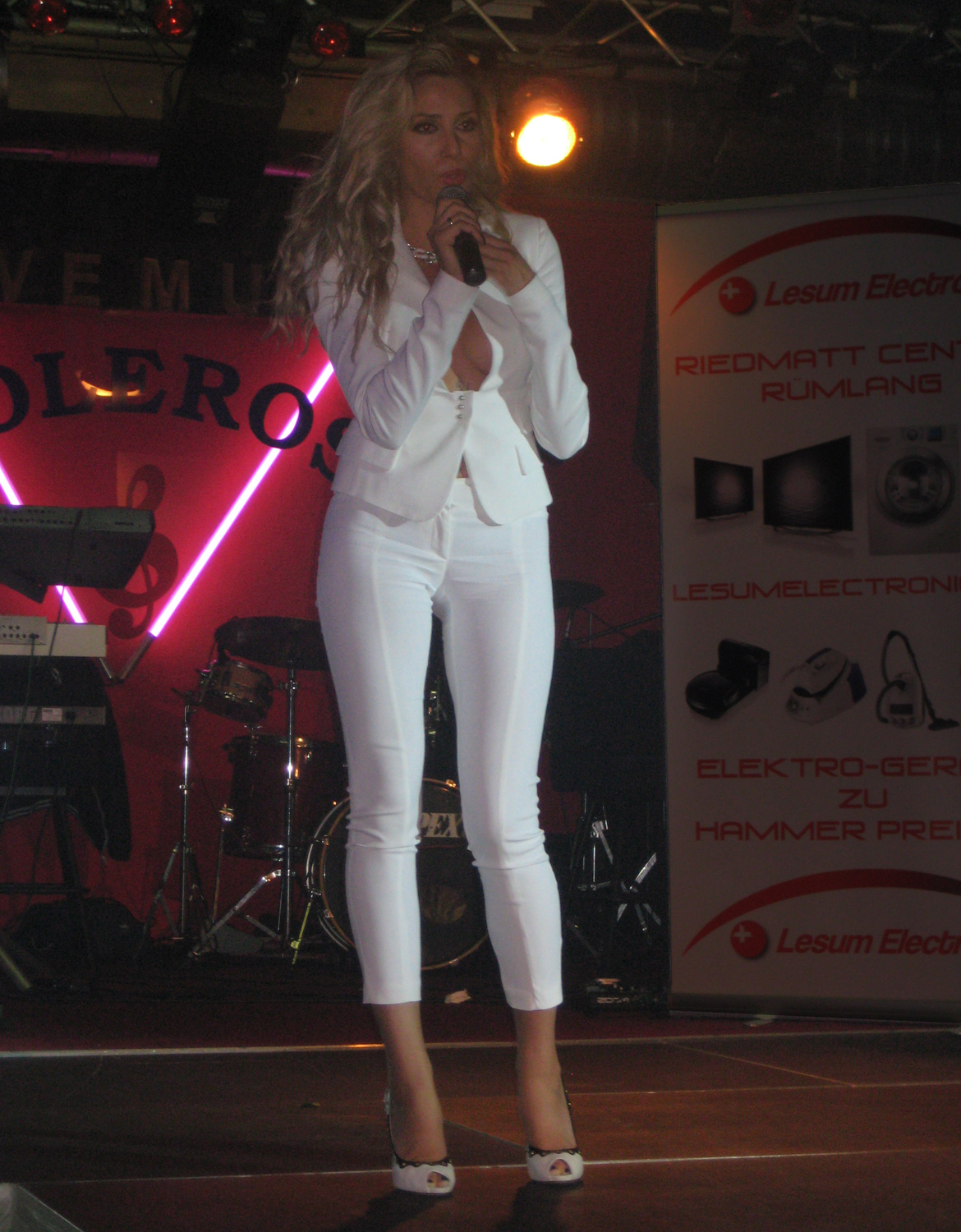
Ledina Çelo – reprezentantka Albanii w 50. Konkursie Piosenki Eurowizji

Na początku grudnia 2004 stacja RTSH potwierdziła wybór reprezentanta na 50. Konkurs Piosenki Eurowizji w Kijowie poprzez 43. edycję Festivali i Këngës. Półfinały rozegrano 16 i 17 grudnia 2004, wzięło w nich udział 32 kandydatów: Luiz Ejlli, Agim Poshka, Aleksia Jani, Aurel Thëllimi, Besiana Mehmeti, Barbana Dini, Rosela Gjylbegu i Arbër Arapi, Sajmir i Enkela Braho, Kozma Dushi i Ermira Kola, Elsida Sinaj, Floriana Muça, Joe Artid Fejzo, Jonida Maliqi, Kujtim Prodani, Klajdi Musabelliu, Ledina Çelo, Mariza Ikonomi, Marsida Saraçi, Monika Trungu, Olsa Spata, Redon Makashi, Rovena Stefa, Soni, Stela Risto, Sajmir Çili, Samanta Karavello, Shpat Kasapi, Vesa Luma, Teuta Kurti i Rona Nishliu, Tergita Gusta oraz Çlirim Denaj. Do finału awansowało po dziewięciu uczestników z każdego etapu: Prodani, Makashi, Stefa, Braho, Fejzi, Gusta, Saraçi, Ejlli, Lekoçaj, Ikonomi, Karavello, Çelo, Maliqi, Musabelliu, Trungu, Gjylbegu i Arapi, Vesa, Teuta i Rona oraz Jushi. Pierwsze miejsce zajęła Ledina Çelo z utworem „Nesër shkoj”, który napisali Sidorela Risto, Adrian Hila i Pandi Laco. Podobnie jak rok wcześniej, zwycięską piosenkę przearanżowano, a po przetłumaczeniu na język angielski wydano jako „Tomorrow I Go”. Çelo przed występem w 50. Konkursie Piosenki Eurowizji  wyruszyła w trasę promocyjną obejmującą koncerty w Andorze, Macedonii, Bośni i Hercegowinie, Chorwacji, Białorusi i Litwie oraz na Malcie i Cyprze. W promocji albańską delegację eurowizyjną wsparła sieć telekomunikacyjna Vodafone, a wizerunkowo – sieć AMC. Dzięki zajęciu wysokiego miejsca przez Anjezę Shahini podczas konkursu w 2004, Çelo miała zapewnione miejsce w finale Eurowizji 2005. Kilka dni przed koncertem producenci albańskiego utworu poinformowali o wycofaniu się z konkursu z powodu przywłaszczenia przez lokalnego nadawcę i sieć telekomunikacyjną AMC pełnego prawa do piosenki oraz przygotowania konferencji prasowej bez ich udziału. Pomimo tego Çelo wystąpiła 21 maja w finale Eurowizji 2005 i zajęła w nim 16. miejsce, zdobywszy łącznie 53 pkt, w tym najwyższą notę (12 pkt) od Macedonii. Podczas występu ubrana była w tradycyjny strój północnej Albanii, który zaprojektowała Enada At Nikolla. Suknia symbolizowała część dawnych albańskich obrzędów rodzinnych, kiedy to córka wychodzi za mąż i opuszcza dom rodzinny, o czym stanowił tekst „Tomorrow I Go”. Choreografię sceniczną wymyślił Arjan Sukniqi. Po finale Eurowizji albańskie media negatywnie oceniły występ Çelo, określając go jako „słaby”
Reprezentant Albanii w 51. Konkursie Piosenki Eurowizji został wyłoniony poprzez 44. Festivali i Këngës, który rozegrano 16-18 grudnia 2005. W półfinałach uczestniczyło 34 kandydatów: Besart Halimi, Sfinks, Rudi, Edmond Mancaku, Aurel Thëllimi, Julian Lekoçaj, Erinda Dhima, Edona Llalloshi, Tonin Marku, Agim Poshka, Evis Mula, Mateus Frroku, Era Rusi, Ermiona Lekbello, Erti Hizmo i Flaka Krelani, Joe Artid Fejzo, Kozma Dushi, Eri, Sonila Mara, Armando Bimi, Guximtar Rushani, Yllka Kuqi, Pandora, Denisa Macaj i Entela Zhula, Saimir Çili, Luiz Ejlli, Ingrid Jushi, Kujtim Prodani, Albërie Hadergjonaj, Manjola Nallbani, Marsida Saraçi, Anjeza Shahini, Miriam Cani oraz Mariza Ikonomi i Erion Korini. Do finału festiwalu awansowało po sześciu wykonawców z każdej rundy, a o zwycięzcy zdecydowali telewidzowie i jurorzy. Trzecie miejsce zajęła Evis Mula, drugie – Era Rusi, a zwycięzcą został Luiz Ejlli z etnicznym utworem „Zjarr e ftohtë”, który napisali Klodian Qafoku i Dr. Flori. Wszystkie trzy koncerty prowadzili Soni Malaj i Drini Zeqo. Po zakończeniu festiwalu twórcy postanowili nie tłumaczyć tekstu piosenki na język angielski, tym samym kraj po raz pierwszy w historii zaproponował na Eurowizji utwór w języku albańskim. 18 maja Ejlli wystąpił w półfinale konkursu i zajął 14. miejsce w 58 punktami na koncie, nie kwalifikując się do finału.

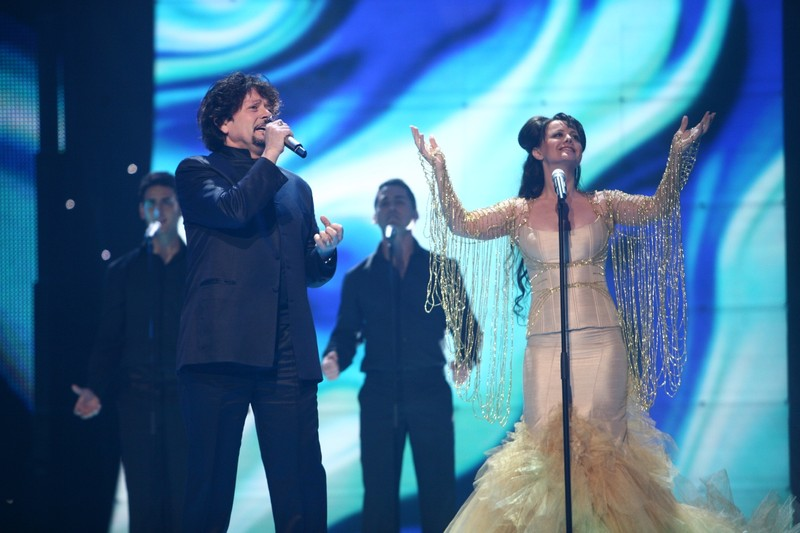
Frederik i Aida Ndoci podczas 52. Konkursie Piosenki Eurowizji w Helsinkach (2007)

W 2007 telewizja RTSH wybrała reprezentanta na 52. Konkurs Piosenki Eurowizji poprzez 45. Festivali i Këngës. Półfinały rozegrano 21 i 22 grudnia 2007, wystąpiło w nich 31 wykonawców: Kujtim Prodani, Ervin Bushati, Sonila Mara, Arbër Arapi, Hersjana Matmuja, Saimir Çili, Saimir Braho, Amarda Arkaxhiu, Joe Artid Fejzo, Rovena Stefa, Erion Korini, Andi Kongo, Frederik Ndoci, Mariza Ikonomi, Edmond Mancaku, Silva Gunbardhi, Besiana Mehmeti i Mustafa Ymeri, Greta Tafa, Samanta Karavello, Evans Rama, Alban Skenderaj, Eliza Hoxha, Greta Koci, Tonin Marku, Mateus Frroku, Evis Mula, Jonida Maliqi, Voltan Prodani i Alfred Habibi oraz Albërie Hadergjonaj. Finał odbył się 23 grudnia, a jego zwycięzcę wybrali jurorzy. Największą liczbę 55 pkt otrzymał Frederik Ndoci za folkowo-etniczną balladę „Balada e gurit” autorstwea Adriana Hili i Pandi Laço. Ndoci przed występem na Eurowizji nagrał albańsko-angielską wersję konkursowego utworu i wydał jako „Hear My Plea”. 10 maja wystąpił w półfinale konkursu razem z żoną, Aidą, i zajął 17. miejsce (z wynikiem 49 pkt), przez co nie awansował do finału.

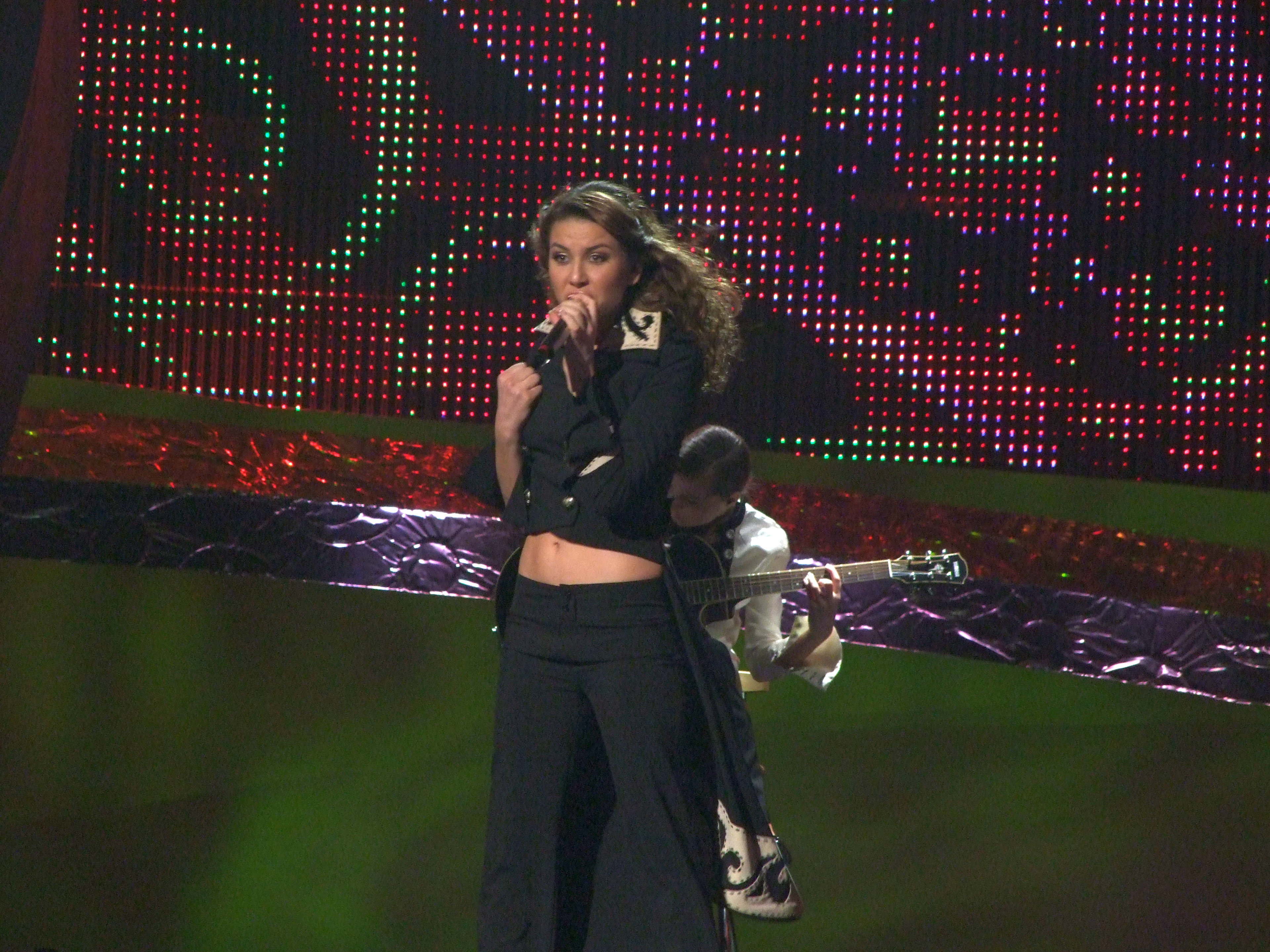
Olta Boka podczas53. Konkursu Piosenki Eurowizji w Belgradzie (2008)

Reprezentant Albanii w 53. Konkursie Piosenki Eurowizji w Belgradzie został wyłoniony podczas 46. edycji Festivali i Këngës, który został rozegrany 14-16 grudnia 2007 w Pałacu Kongresu. W półfinałach wystąpiło 29 uczestników: Arbër Arapi, Besiana Mehmeti, Ani Cuedari i Mateus Frroku, Juliana Pasha, Produkt 28, Adela Bezhani, Saimir Çili, Rovena Dilo, Evans Rama, Joe Artid Fejzo, Eneda Tarifa, Teuta Kurti, Rosela Gjylbegu, Manjola Nallbani, Kozma Dushi, Devis Xherahu, Blerina Shalari, Voltan Prodani, Ada Gurra, Agim Poshka, Greta Koçi, Olta Boka, Samanta Karavello, Mariza Ikonomi, Vesa Luma, Jonida Maliqi, Kthjellu, Flaka Krelani i Doruntina Disha oraz Mira Konçi i Redon Makashi. Do finału festiwalu przeszło 17 kandydatów, zwycięzcę wybrała siedmioosobowa komisja jurorska. Największą liczbę 67 pkt otrzymała od nich Olta Boka z piosenką „Zemrën e lamë peng” autorstwa Adriana Hili i Pandi Laço. Po finale festiwalu pojawiły się pogłoski o manipulacji wynikami: dwóch sędziów posądzono o celowe przyznawanie punktów na końcu, aby wysoko ocenić kompozycję Boki, uniemożliwiając wygraną duetowi Flaka Krelani i Doruntina Disha (który zajęli drugie miejsce). Stacja RTSH zapowiedziała wszczęcie dochodzenia w sprawie rzekomego oszustwa. Z powodu zwiększającej się liczby krajów uczestniczących w konkursie, w 2008 rozegrano dwie rundy półfinałowe. Boka, mimo kontrowersji w kraju, pojechała na Eurowizję. 22 maja wystąpiła w drugim półfinale konkursu i awansowała do rozgrywanego dwa dni później finału, w którym zajęła 17. miejsce po zdobyciu 55 pkt.

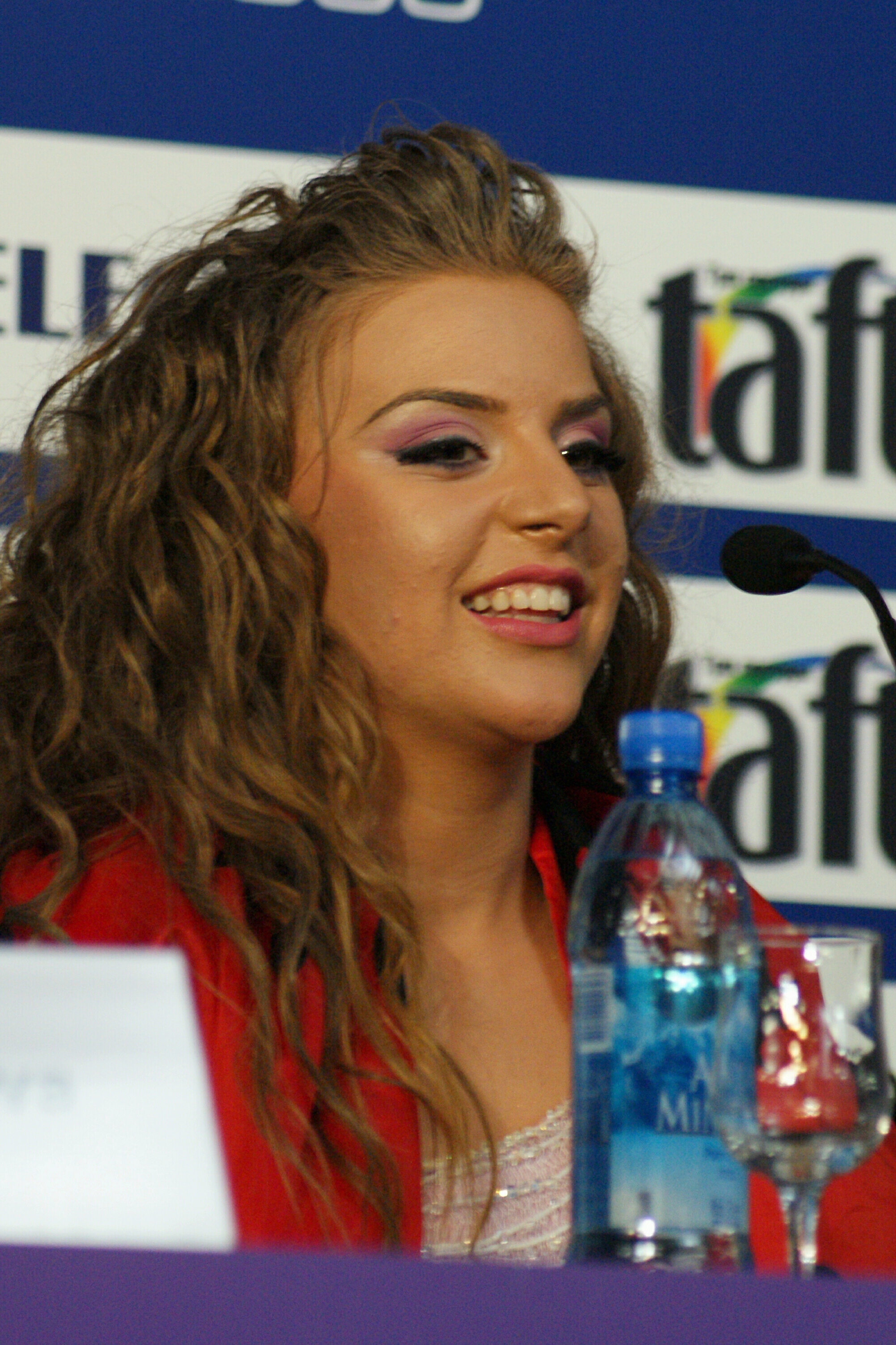
Kejsi Tola podczas konferencji prasowej 54. Konkursu Piosenki Eurowizji w Moskwie (2009)

W lipcu 2008 stacja RTSH poinformowała o planach dotyczących organizacji 47. Festivali i Këngës i mianowaniu Pirro Çaka na nowego dyrektora artystycznego wydarzenia. Organizatorzy wprowadzili również zmiany w formacie festiwalu, rezygnując z organizowania rundy półfinałowej i dopuszczając do finału 20 kandydatów. W grudniu ogłoszono nazwiska finalistów, którymi zostali: Juliana Pasha i Luiz Ejlli, Rovena Dilo, Evis Mula, Besa Kokedhima, Soni Malaj, Kejsi Tola, Adelina Thaci, Dorina Garuci, Era Rusi, Bledi Polena, Marjeta Billo, Endri i Stefi Prifti, Kujtim Prodani, Vedet Ademi, Erga Halilaj, West Side Family, Julian Lekocaj, Shpat Kasapi, Burn i Agim Poshka. 19 grudnia zaprezentowali premierowo swoje konkursowe piosenki na żywo, a dzień później ponownie wykonali utwory, tym razem ze zmienioną aranżacją i z udziałem gościa specjalnego. 21 grudnia wystąpili w konkursie wyłaniającym reprezentanta Albanii w 54. Konkursie Piosenki Eurowizji w Moskwie. Zwycięzcę wybrała siedmioosobowa komisja jurorska i telewidzowie w stosunku głosów 75:25. Pierwsze miejsce zajęła Kejsi Tola z utworem „Më merr në ëndërr”, za który otrzymała 126 pkt, w tym m.in. trzy maksymalne oceny od jurorów, mimo że uplasowała się dopiero na szóstym miejscu w rankingu telewidzów. Po finale festiwalu Tola nagrała anglojęzyczną wersję piosenki i wydała jako „Carry Me in Your Dreams”, którą napisali niemieccy muzycy: Florian Lüttich i Francesco Mangiaracina. W nagraniach eurowizyjnej wersji towarzyszyły jej chórzystki: Sandrina Sedona i Alex Zinkiewicz. 14 maja wystąpiła w drugim półfinale Eurowizji i awansowała z siódmego miejsca do finału, który odbył się 16 maja. Zajęła w nim 17. miejsce po zdobyciu 48 pkt; zajęła 11. miejsce w głosowaniu widzów i 23. miejscu u jury. Podczas występów na scenie towarzyszyło jej dwóch b-boyów (bracia-bliźniacy Andi i Ardi Kocaj), tancerz Jenia Evgenios Buli oraz dwie chórzystki: Dorina Toci i Era Rusi.

### Lata 2010–2019

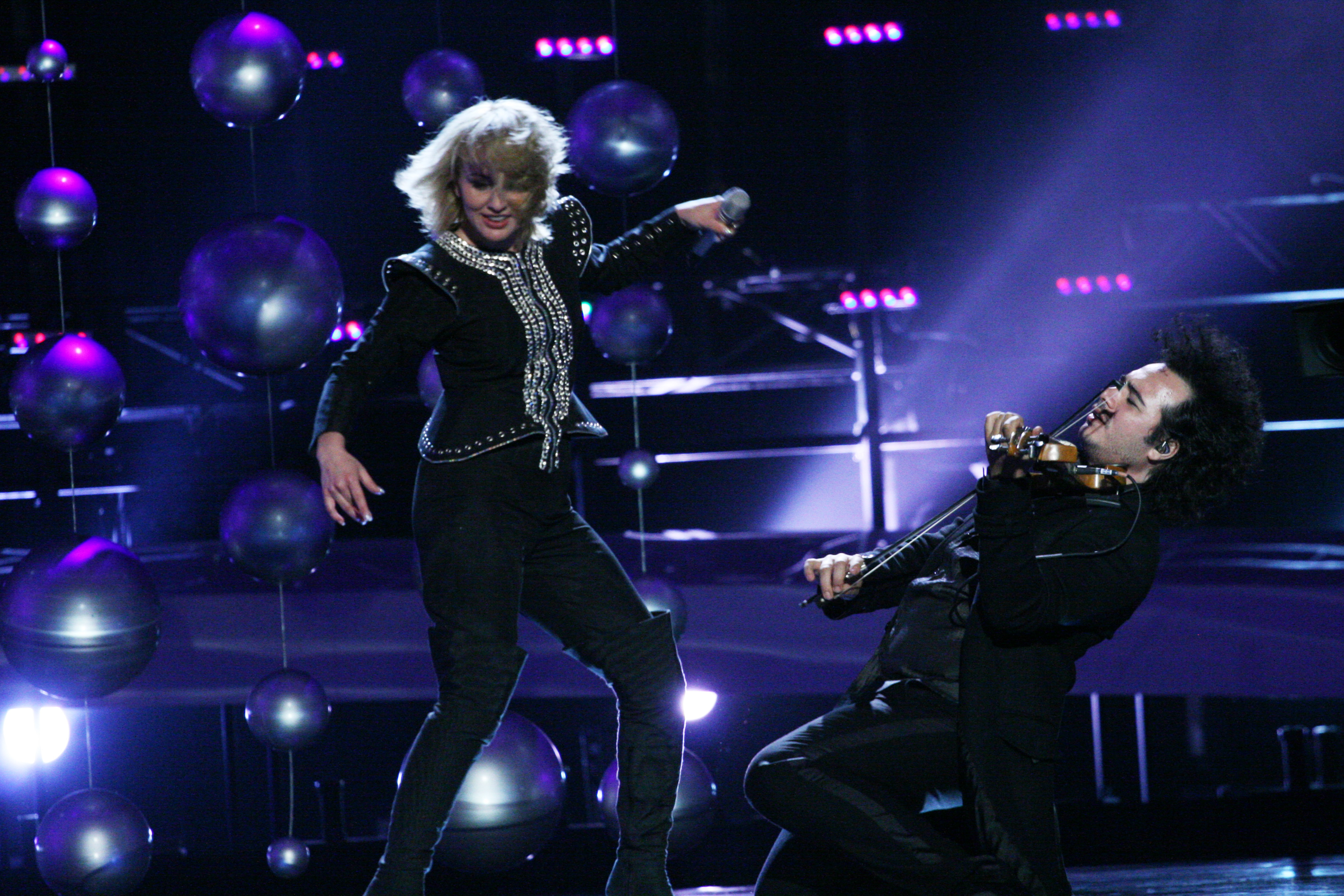
Juliana Pasha podczas 55. Konkursu Piosenki Eurowizji w Oslo (2010)

Reprezentant Albanii w 55. Konkursie Piosenki Eurowizji w Oslo został wyłoniony podczas 48. edycji Festivali i Këngës. Nowym dyrektorem wykonawczym festiwalu został Selim Ishmaku. Organizatorzy znów zmienili zasady festiwalu i rozpisali festiwal na cztery dni, a uczestników (38 osób, wyłonionych przez telewizyjną komisję jurorską spośród 78 kandydatów)  podzielili na dwie grupy: Młodzi (w której znaleźli się debiutanci i mało znani piosenkarze, tj. Stefan Marena, Brikena Asa, Onanta Spahiu, Jona Koleci, Nazmie Selimi, Goldi Halili, Iris Hoxha, Supernova Gabimi, Ardita Tusza, Selina Prelaj, Vitmar Basza, Lutus Botë, Kelly, Dorina Toçi, Borana Kalemi, Amanda Ujkaj i Violeta Lulgjuraj, Çlirim Leka oraz Yje Të Panjohur) i VIP/Wielcy (w której znaleźli się popularni artyści, tj. Anjeza Shahini, Teuta Kurti, Claudio La Regina, Bojken Lako, Rona Nishliu i Pirro Cako, Dorina Garuci, Juliana Pasha, Denisa Macaj, Erga Halilaj, Era Rusi, Flaka Krelani, Mariza Ikonomi, Erti Hizmo i Lindita Halimi, Guzimtar Rushani, Stefi i Endri Prifti, Rovena Dilo oraz Kejsi Tola). Pierwszego dnia festiwalu (24 grudnia 2009) na scenie wystąpili kandydaci z grupy VIP, którzy mieli zapewnione miejsce w finale. Dzień później o udział w finale zawalczyli wykonawcy z grupy Młodych, do finału awansowały Iris Hoxha i Goldi Halili. 26 grudnia finaliści wykonali piosenki w nowej aranżacji oraz wspólnie z inną gwiazdą muzyki albańskiej, a ostatniego dnia festiwalu wzięli udział w koncercie finałowym, w którym zwycięzcę wyłoniła siedmioosobowa komisja sędziowska. Największą liczbę 133 pkt otrzymał utwór „Nuk mundem pa ty” w wykonaniu Juliany Pashy, która w poprzednim roku zajęła drugie miejsce na festiwalu. Po finale festiwalu twórcom „Nuk mundem pa ty” zarzucano plagiat, zwracając uwagę na podobieństwo utworu np. do piosenki Christiny Aguilery „Keeps Gettin' Better” i „Womanizer” Britney Spears. 4 lutego ogłoszono, że podczas 55. Konkursu Piosenki Eurowizji zostanie wykonana anglojęzyczna wersja piosenki – „It’s All About You”. 25 maja Pasha wystąpiła w pierwszym półfinale konkursu i z szóstego miejsca awansowała do finału. Zajęła w nim 16. miejsce z dorobkiem 62 pkt, w tym najwyższą notą 12 pkt z Macedonii. Podczas występów towarzyszył jej skrzypek Olen Cesari i chórzystki: Joy Garrison, Glenys Vargas i Desiree Kedjour.
W 2011 reprezentant Albanii w 56. Konkursie Piosenki Eurowizji w Düsseldorfie został wybrany podczas 49. edycji Festivali i Këngës, która została rozegrana 23–25 grudnia 2010. Organizator festiwalu powrócił do przygotowania dwóch koncertów półfinałowych, w których wystąpiło 38 uczestników: Adhurim Demiri, Alban Skenderaj i Miriam Cani, Besa Kokedhima, Blerina Shalari, Denis Hasa, Dorian Nini, Dorina Garuci, Emi Bogdo, Enkeleda Arifi, Entela Zhula, Ernis Çili i Onanta Spahiu, Etmond Mancaku, Françesk Radi, Goldi Halili, Heldi Kraja, Hersjana Matmuja, Kamela Islamaj, Kejsi Tola, Klajdi Musabelliu, Kujtim Prodani, Linda Halimi, Marjeta Billo, Marsida Saraçi, Mateus Frroku, NRG Band, Orges Toçe, Selami Kolonja, Sajmir Braho, Aurela Gaçe, Sonila Mara, Xhejsi Jorgaqi, Humus, Shpat Deda, Albi Xhepa, Maria Prifti, Ilir Kazaferi, Megi Laska i Rudina Delia. W półfinałach wzięło udział po 19 kandydatów, w tym 16 doświadczonych piosenkarzy i po trzech debiutantów, a każda grupa oceniana była przez inną komisję jurorską. Do finału festiwalu awansowało 18 uczestników. Zwyciężczynią festiwalu, decyzją jurorów, została Aurela Gaçe z piosenką „Kënga ime”. Po finale przetłumaczyła swoją piosenkę na język angielski i wydała jako „Feel the Passion”. 10 maja wystąpiła w pierwszym półfinale Eurowizji 2011 i zajęła 14. miejsce, przez co nie awansowała do finału. Po finale konkursu udzieliła wywiadu serwisowi ESCToday.com, w którym podsumowała: Pojechałam na Eurowizję reprezentować Albanię w konkursie piosenki, naprawdę wierzyłam, że tak jest. (...) Nie musisz mieć silnego głosu i świetnej piosenki, to już teraz dla mnie jasne. Mówiono mi, że to polityczne show, jednak ja nie wierzyłam. (...) Uważam, że zrobiłam, co mogłam.

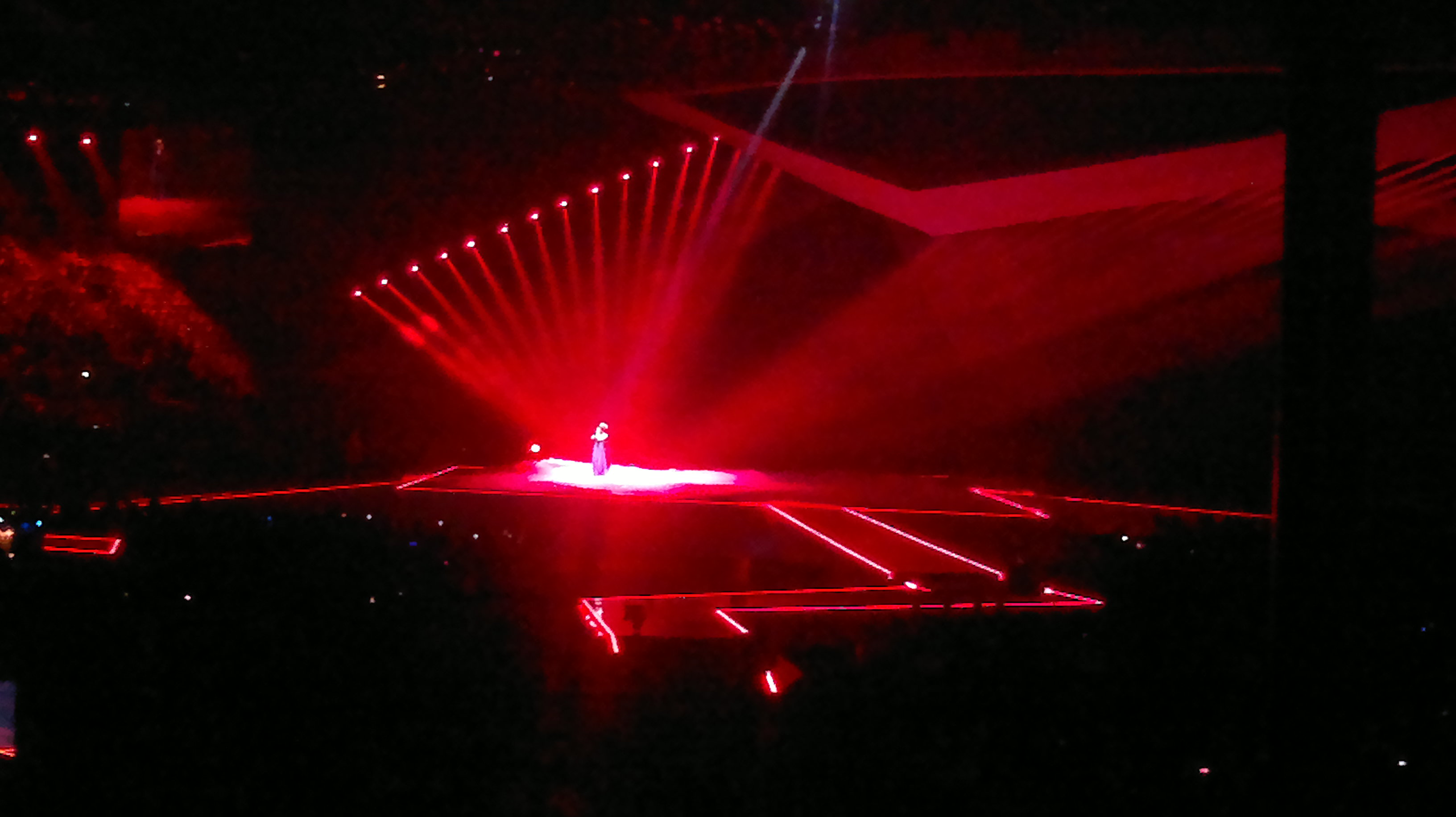
Rona Nishliu podczas 57. Konkursu Piosenki Eurowizji w Baku (2012)

Stacja RTSH wyłoniła albańskiego uczestnika 57. Konkursu Piosenki Eurowizji w trakcie 50. edycji Festivali i Këngës, która została rozegrana 26, 27 i 29 grudnia 2011 w Pałacu Kongresu. W półfinałach wzięło udział 28 uczestników: Gerta Mahmutaj, Entela Zhula, Bashkim Alibali, Samanta Karavello, Endri Dhe Stefi Prifti, Rona Nishliu, Rudina Delia, Marjeta Billo, Claudio La Regina, Hersjana Matmuja, Orinda Huta, Altin Goci, Elton Deda, Evans Rama, Toni Mehmetaj, Dr. Flori, Kamela Islamaj, Frederik Ndoçi, Marsida Sarai, Bojken Lako, Sindi Berisha, Mariza Ikonomi, Kujtim Prodani, Iris Hoxha, Saimir Braho, Goldi Halili, Xhensila Myrtzaj i Elhaida Dani. Do finału dostało się 20 kandydatów. Największą liczbę 77 pkt od jury otrzymała Rona Nishliu za utwór „Suus”. 21 maja, tj. dzień przed rozegraniem pierwszego półfinału Eurowizji, w Albanii doszło do wypadku autobusowego, w którym zginęło 12 osób. W kraju ogłoszono żałobę narodową, a stacja RTSH nie transmitowała pierwszego koncertu półfinałowego z udziałem Nishliu, na co otrzymała zgodę od EBU. Nishliu z drugiego miejsca awansowała do finału, a koncert półfinałowy retransmitowano po zakończeniu krajowej żałoby. W finale, który odbył się 26 maja, Nishliu zdobyła 146 pkt i zajęła piąte miejsce, najwyższe w historii udziałów Albanii w konkursie. Po finale przyznano jej nieoficjalną nagrodę im. Barbary Dex dla najgorzej ubranego uczestnika konkursu.

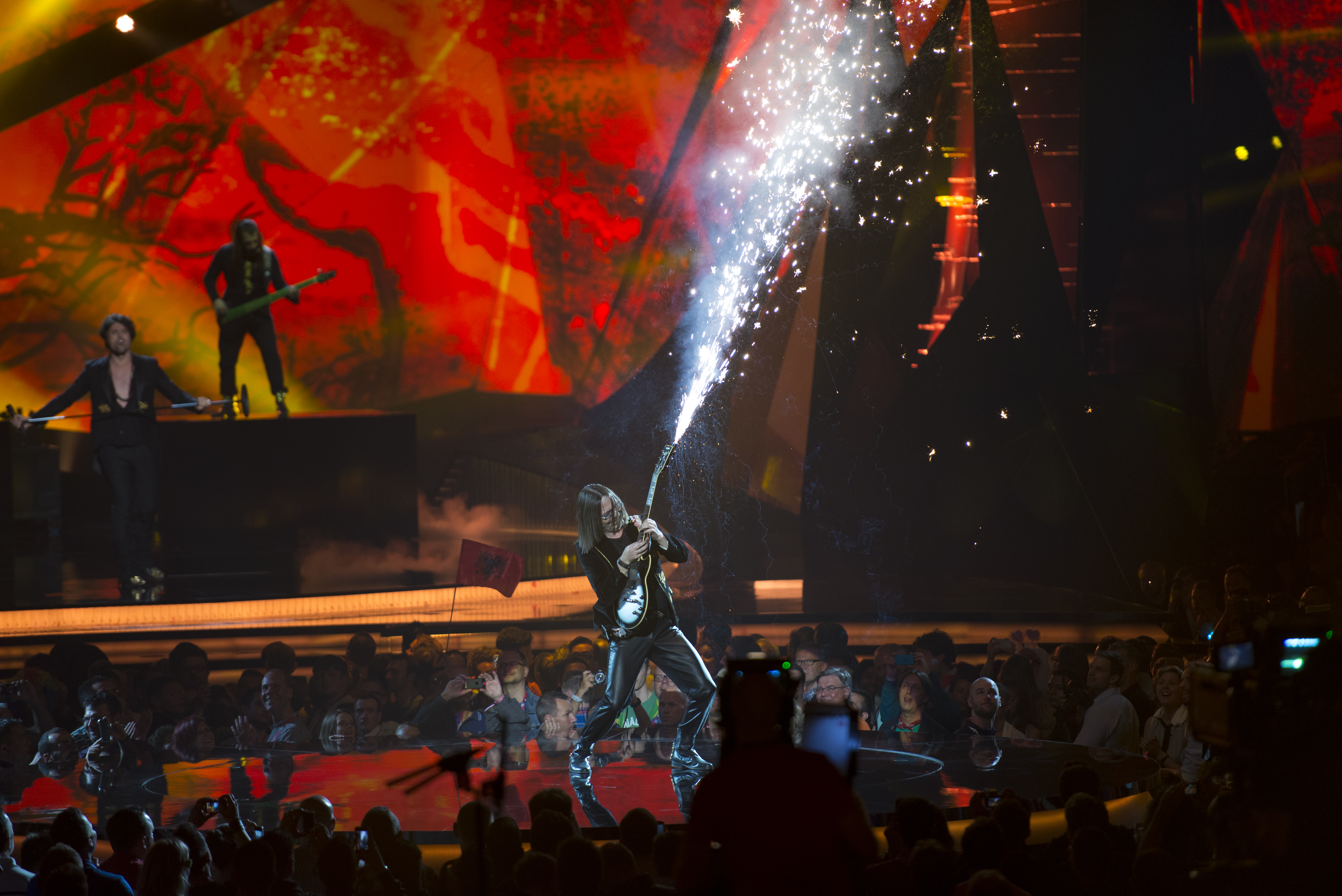
Adrian Lulgjuraj i Bledar Sejko podczas 58. Konkursu Piosenki Eurowizji w Malmö (2013)

Stacja RTSH poinformowała, że weźmie udział w 58. Konkursie Piosenki Eurowizji w Malmö, gdzie reprezentować ją będzie laureat 51. edycji Festivali i Këngës, którą rozegrano 20-22 grudnia 2012. W półfinałach wystąpiło 26 uczestników: Selami Kolonja, Rosela Gjylbegu, Kejsi Tola, Vesa Luma, Elis Nova, Kozma Dushi, Bon Bon Band, Dr Flori i Fabi, Merland Kademi, Rezarta Smaja, Adrian Bujupi, Xheni i Enxhi Kumrija, Arjela Krasniqi, Arjan Dredhasi, Adrian Lulgjuraj i Bledar Sejko, Hersjana Matmuja, Lynx, Entela Zhula, Anjeza Shahini, Kelly, Bojken Lako, Marsela Çibukaj, Valon Shehu, Ani Çuedari, NA i Flaka Krelani. Do finału festiwalu zakwalifikowano 17 kandydatów. Pierwsze miejsce po zdobyciu 74 pkt od jurorów zajęli Adrian Lulgjuraj i Bledar Sejko z ethno-rockowym utworem „Identitet”. 16 maja wystąpili w drugim półfinale konkursu i zajęli 15. miejsce z dorobkiem 31 pkt, nie kwalifikując się do finału.

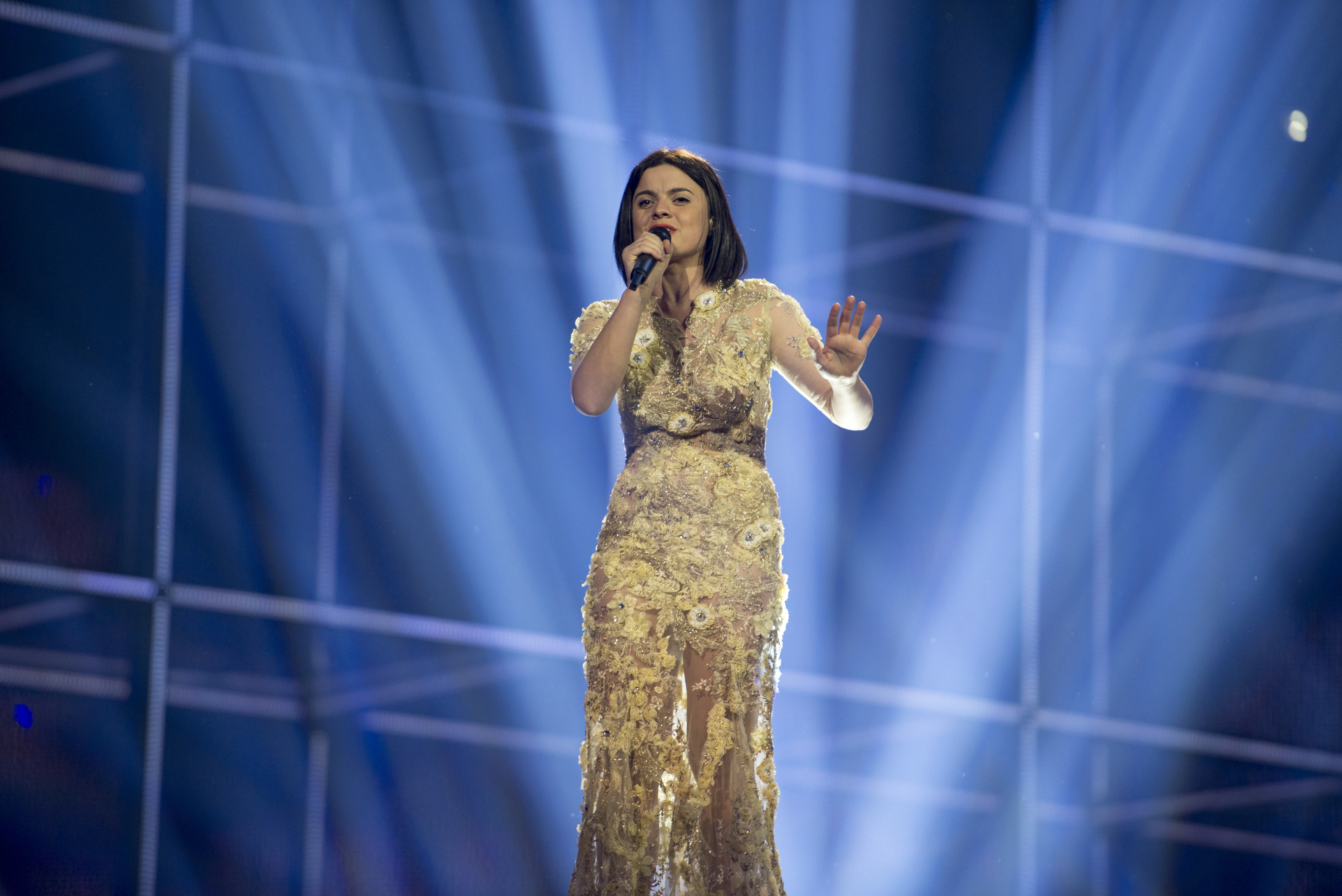
Hersi podczas 59. Konkursu Piosenki Eurowizji w Kopenhadze (2014)

W lipcu 2013 stacja RTSH potwierdziła udział w 59. Konkursie Piosenki Eurowizji w Kopenhadze i wybór reprezentanta kraju poprzez 52. edycję Festivali i Këngës. W listopadzie komisja jurorska, składająca się z profesjonalnych muzyków, wybrała 16 uczestników festiwalu, którymi zostali: Marjeta Billo, Hersjana Matmuja, Orges Toce, Besiana Mehmeti i Shkodran Tolaj, Sajmir Braho, Renis Gjoka, Venera Lumani i Lindi Islami, Frederik Ndoci, Rezarta Smaja, Blerina Braka, Klodian Kacani, Xhejn i Enxhi Kumrija, Luiz Ejlli, Lynx, Saviana Verdha i Edmond Mancaku oraz Xhejsi Jorgaqi. Półfinały festiwalu rozegrano 26 i 27 grudnia, a finał – 28 grudnia w Pałacu Kongresu w Tiranie. Podczas pierwszego i drugiego dnia festiwalu uczestnicy zaprezentowali się w duetach z popularnymi artystami, a trzeciego dnia zaśpiewali swoje konkursowe utwory. W finale największą liczbę pkt od jury (w składzie: Agim Krajka, Aleksander Lalo, Hajg Zaharian, Xhevahir Spahiu, Petrit Malaj, Erjona Rushiti i Bojken Lako) otrzymała piosenka „Zemërimi i një nate” w wykonaniu Hersjany Matmuji. Po finale festiwalu piosenka została przearanżowana i wydana w albańsko-angielskiej wersji jako „One Night’s Anger”, a Matmuja przyjęła na potrzeby występu na Eurowizji przyjęła pseudonim Hersi. 6 maja wystąpiła w pierwszym półfinale konkursu i, zdobywszy 22 pkt, zajęła 15. miejsce, przez co nie awansowała do sobotniego finału.

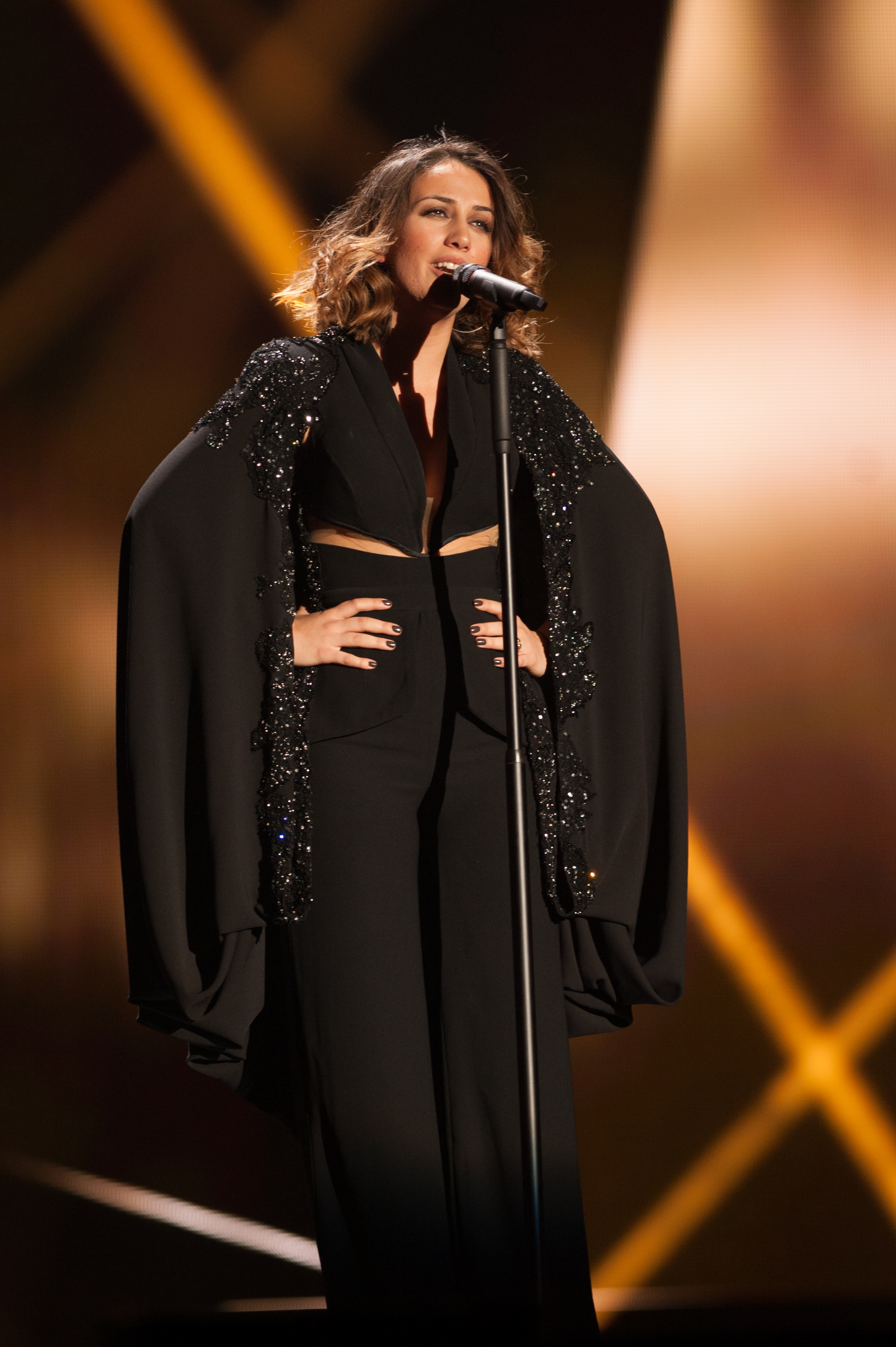
Elhaida Dani podczas 60. Konkursie Piosenki Eurowizji w Wiedniu (2015)

We wrześniu 2014 stacja RTSH potwierdziła udział w 60. Konkursie Piosenki Eurowizji w Wiedniu i ogłosiła wybór reprezentanta kraju poprzez 53. edycję Festivali i Këngës, która była rozegrana 26-28 grudnia 2014. Nowym dyrektorem artystycznym festiwalu został Shpetim Saraçi. Zebrano 50 zgłoszeń, spośród których wybrano 28 kandydatów. W konkursie wystąpili: Altin Goci, Agim Poshka, Ana Gramo, Besa Krasniqi, Besjana Mehmedi i Shkodran Tolaj, Bojken Lako Band, Elhaida Dani, Emi Bogdo, Enver Petrovci, Enxhii i Xhejn Kumrijam, Erga Halilaj, Aurora, Offchestra, Gjergj Leka, Jozefina Simoni, Julian Gjojdeshi, Kelly, Klajdi Musabelliu, Lindita Halimi, Marsela Çibukaj, Mjellma Berisha, Rezarta Smaja, Revolt Klan, Saimir Braho, Sigi Bastri i Florent Abrashi oraz Venera Lumani. Początkowo na liście znaleźli się również Besa Krasniqi, Kozma Dushi i Andos, ale zrezygnowali z udziału w konkursie, dlatego nadawca zmniejszył liczbę uczestników do 26, przy czym dopuścił do konkursu Esteli Brahimllari. W każdym z półfinałów wystąpiło po 13 kandydatów. Do finału zakwalifikowało się 18 kandydatów. O wynikach wszystkich rund decydowała siedmioosobowa komisja jurorska w składzie: Agim Doçi, Rona Nishliu, David Tukiçi, Genc Dashi, Evi Reçi, Alida Hisku i Fatos Baxhaku. W finale największą liczbę punktów zdobyła Elhaida Dani z utworem „Diell”. W lutym 2015 Dani poinformowała, że w konkursie nie zaśpiewa „Diell” z powodu „nieodwołalnej decyzji” dotyczącej wycofania się z projektu kompozytora piosenki. Zdecydowano, że nowym utworem będzie „I’m Alive” napisany przez kosowski duet Arber Elshani i Chriss Lekaj. 19 maja Dani wystąpiła w pierwszym półfinale konkursu i przeszła do finału, w którym zajęła 17. miejsce po zdobyciu 34 pkt.

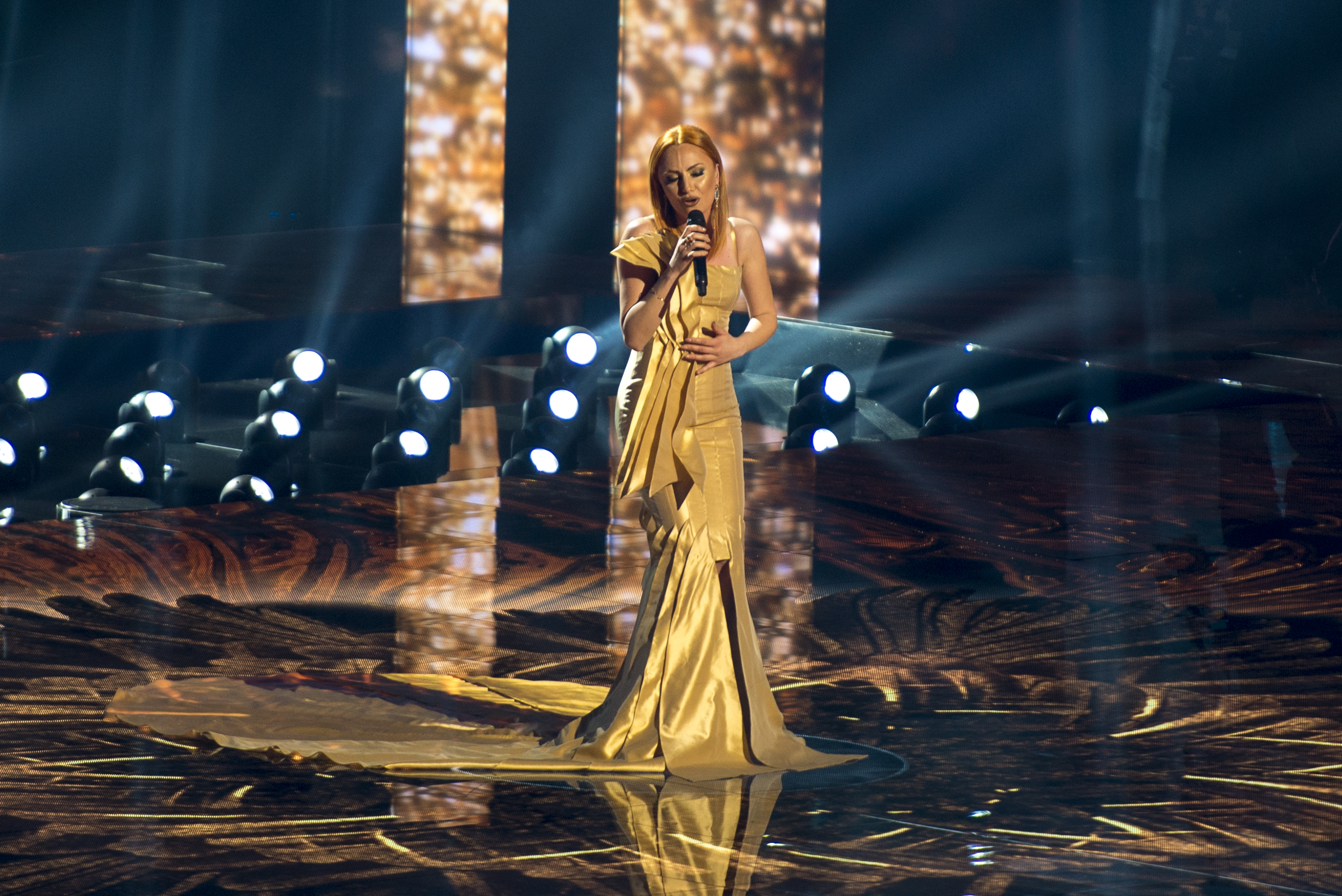
Eneda Tarifa podczas 61. Konkursu Piosenki Eurowizji w Sztokholmie (2016)

Pod koniec września 2015 stacja RTSH potwierdziła chęć udziału w 61. Konkursie Piosenki Eurowizji w Sztokholmie, a następnie ogłosiła, że reprezentantem kraju będzie zwycięzca 54. edycji Festivali i Këngës rozgrywanej 25-27 grudnia 2015. Do półfinałów zostało zakwalifikowanych 30 wykonawców: Egert Pano, Eneda Tarifa, Revolt Klan, Kozma Dushi, Enxhi Nasufi, Florent Abrashi, Dilan Reka, Evans Rama, Sigi Bastri, Simbol, Lindi Islami, Egzon Pireci, Asladon Zaimaj, Nilsa Hysi, Jozefina Simoni, Genc Tukiçi, Erga Halilaj, Teuta Kurti, Klodian Kaçani i Rezarta Smaja, Luiz Ejlli, Renis Gjoka, Besa Krasniqi, Flaka Krelani, Andi Tanko, Edea Demaliaj, Adrian Lulgjuraj, Kristi Popa, Voltan Prodani, Klajdi Musabelli oraz Niku i Entela Zhula. O wynikach każdej z rund decydowali jurorzy: Pirro Çako, Helidon Haliti, Ilirjan Zhupa, Françesk Radi, Olta Boka, Jehona Sopi i Alban Ni. Do finału awansowało 22 wykonawców. Zwyciężyła Eneda Tarifa z utworem „Përrallë”. W marcu opublikowała anglojęzyczną wersję konkursowej piosenki – „Fairytale”. 12 maja 2016 wystąpiła w drugim półfinale Eurowizji 2016 i zajęła 16. miejsce (po zdobyciu z 45 pkt), przez co nie awansowała do finału.

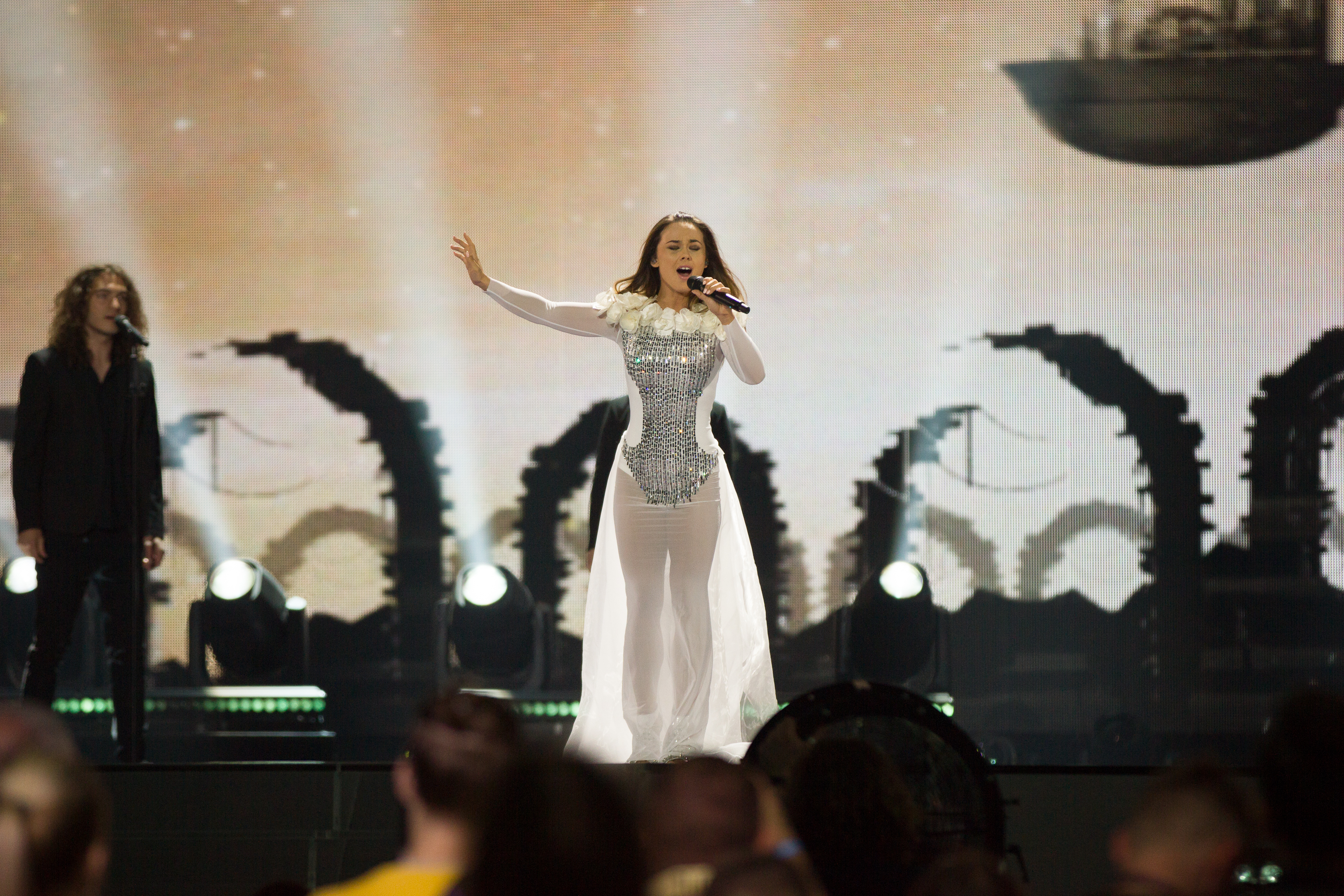
Lindita Halimi podczas 62. Konkursu Piosenki Eurowizji w Kijowie (2017)

Stacja RTSH potwierdziła chęć udziału w 62. Konkursie Piosenki Eurowizji w Kijowie i ogłosiła, że reprezentantem kraju będzie zwycięzca 55. edycji Festivali i Këngës, która odbyła się 21-23 grudnia 2016. W półfinałach wystąpiło 24 wykonawców: Flaka Krelani, Xhejni Lito, Genc Salihu, Erlind Zeraliu, Xhesika Polo, Festina Mejzini, Edea Demaliaj, Lindita Halimi, Neki Emra, Yll Limani, Franc Koruni, Orges Toçe, Lynx, Elson Braha, Lorela, Tiri, Fabiola Agalliu i Agnesa Çavolli, Rezarta Smaja, Dilan Reka, Albulena Jashari, Xuxi, Luka i Serxhio Hajdini, Classic Boys i Linda Rukaj. 23 grudnia w finale festiwalu zwyciężyła Lindita Halimi z utworem „Botë”, za który otrzymała największą liczbę głosów jurorów i widzów. W grudniu poinformowano, że w konkursie zaśpiewa anglojęzyczną wersję zwycięskiej piosenki, „World”, którą zaprezentowała 12 marca 2017. 9 maja wystąpiła w pierwszym półfinale i, zdobywszy 76 pkt, zajęła 14. miejsce, przez co nie awansowała do finału.

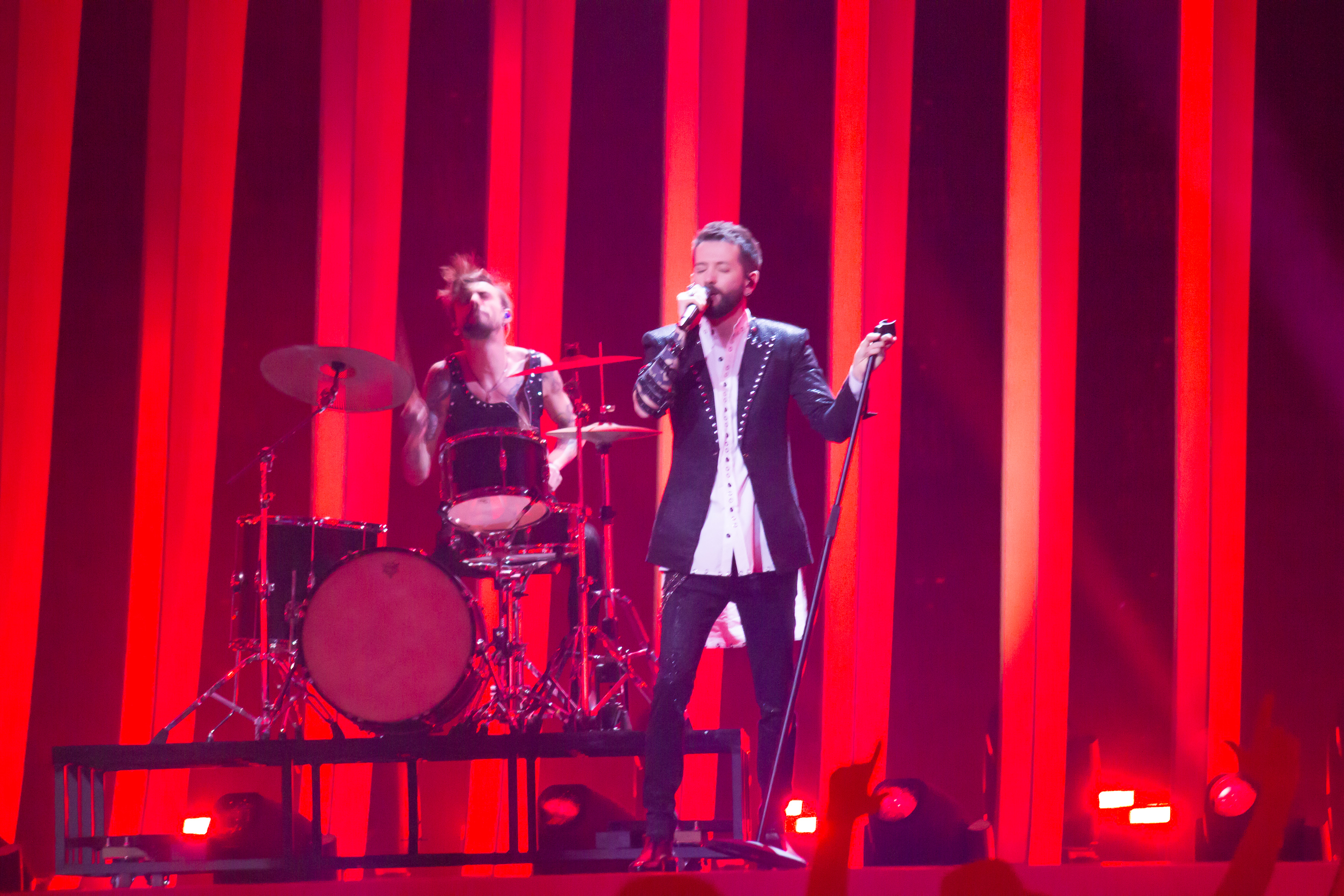
Eugent Bushpepa podczas 63. Konkursu Piosenki Eurowizji w Lizbonie (2018)

W październiku 2017 stacja RTSH potwierdziła chęć startu w 63. Konkursie Piosenki Eurowizji w Lizbonie. Reprezentantem kraju został zwycięzca 56. edycji Festivali i Këngës, którą rozegrano 21–23 grudnia. W półfinałach wzięło udział 22 wykonawców: AkullThyesit, Artemisa Mithi, Bojken Lako, Denisa Gjezo, Elton Deda, Endri i Stefi, Ergi Bregu, Eugent Bushpepa, Evans Rama, Genc i David Tukiçi, Inis Neziri, Lorela Sejdini, LYNX, Manjola Nallbani, Mariza Ikonomi, NA u Festina Mezini, Orgesa Zaimi, Redon Makashi, Rezarta Smaja i Luiz Ejlli, Tiri Gjoci, Voltan Prodani i Xhesika Polo. Do finału awansowało 14 uczestników, a największą liczbę punktów od jury zdobył Eugent Bushpepa za utwór „Mall”. Po finale festiwalu przearanżował utwór pod regulamin konkursu, tzn. skrócił do trzech minut, i zaprezentował premierowo 16 marca. 8 maja wystąpił w pierwszym półfinale Eurowizji 2017 i z ósmego miejsca awansował do rozgrywanego cztery dni później finału, w którym zajął 11. miejsce po zdobyciu 184 pkt, w tym 126 pkt od jurorów (7. miejsce) i 58 pkt od widzów (18. miejsce).

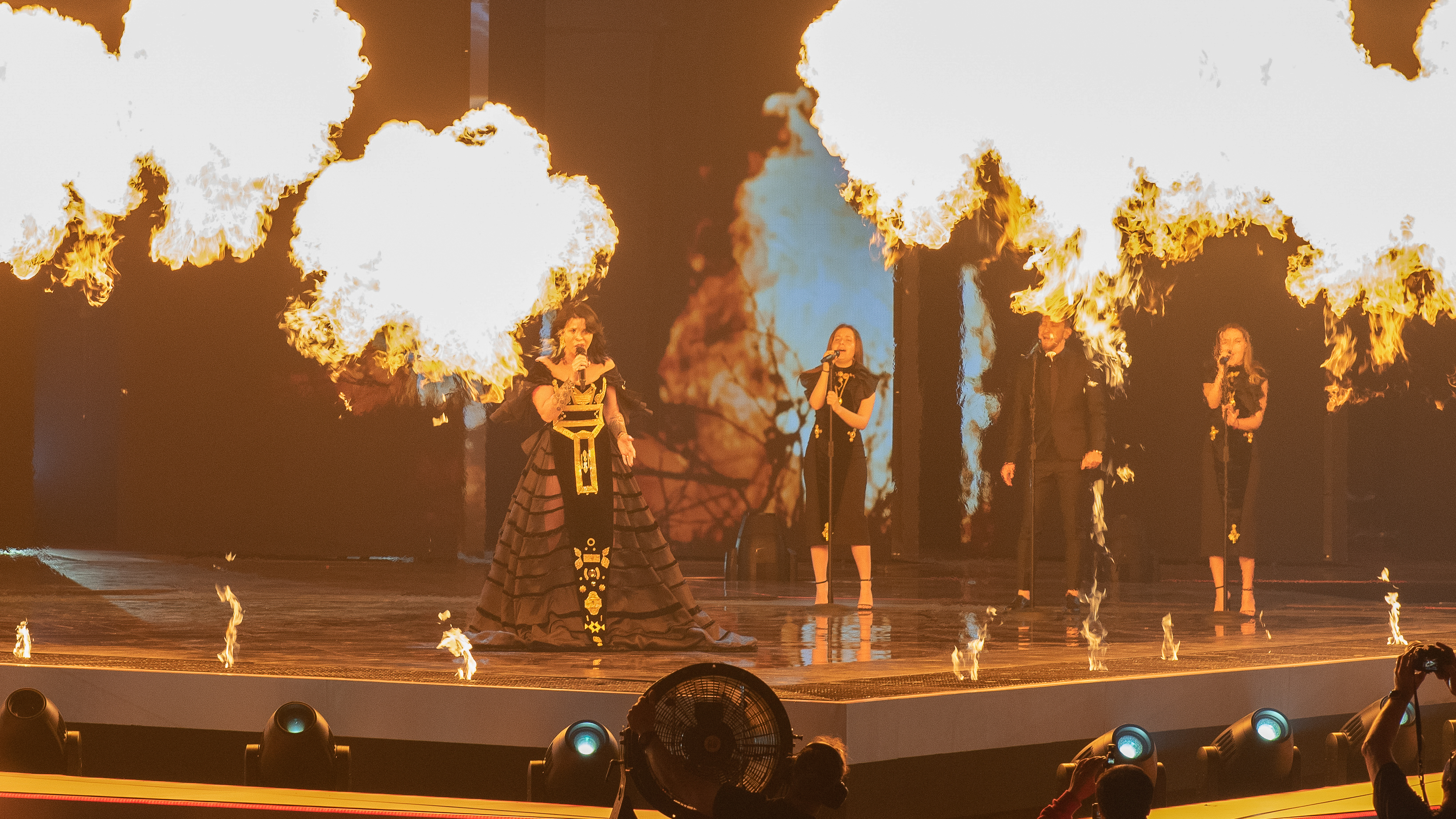
Jonida Maliqi podczas 64. Konkursu Piosenki Eurowizji w Tel Awiwie (2019)

W maju 2018 stacja RTSH rozpoczęła przyjmowanie zgłoszeń do 57. edycji Festivali i Këngës, którą rozegrano 20–22 grudnia i której dyrektorem artystycznym był Inva Mula. 17 września potwierdzono, że zwycięzca festiwalu będzie reprezentował kraj w 64. Konkursie Piosenki Eurowizji w Tel Awiwie. Jurorami festiwali zostali: Haig Zacharian, Arta Marku, Rona Nishliu, Agim Krajka, Pali Kuke, Olsa Toqi, Rovena Dilo, Shpëtim Kushta i Dorian Çene. Do festiwalu zgłoszono 54 utwory. 17 października telewizja podała listę 22 uczestników festiwalu, którymi zostali: Alar Band, Elgit Doda, Aurel Thëllimi, Bojken Lako, Bruno Pollogati, Dilan Reka, Eliza Hoxha, Elona Islamaj, Elton Deda, Eranda Libohova, Gjergj Leka, Jonida Maliqi, Kelly, Klinti Çollaku, Klodiana Vata, Kujtim Prodani, Lidia Lufi, Lorela Sejdini, Marko Strazimiri i Imbro, Mirud, Orgesa Zaimi i Soni Malaj. Na liście znajdowała się również Vikena Kamenica, ale wycofała się z udziału na festiwalu; jej miejsce w stawce zajęli Artemisa Mithi i Febi Shkurti. Pierwszego dnia festiwalu uczestnicy wykonali konkursowe piosenki przy akompaniamencie Orkiestry Symfonicznej RTSH, a drugiego dnia – finałowe wersje utworów. Trzeciego dnia festiwalu jurorzy wyłonili zwycięzcę. Sędziowie przyznawali każdemu z finalistów 10–20, 22, 25 lub 30 pkt. Pierwsze miejsce z 228 pkt zajęła Jonida Maliqi z piosenką „Ktheju tokës”. Przed występem na Eurowizji wzięła udział w koncertach promocyjnych w Amsterdamie, Londynie i Madrycie. 16 maja wystąpiła w drugim półfinale konkursu i z dziewiątego miejsca awansowała do finału rozgrywanego 18 maja. Zajęła w nim 17. miejsce po zdobyciu 90 pkt, w tym 47 pkt od telewidzów (17. miejsce) i 43 pkt od jurorów (17. miejsce).

### Od 2020

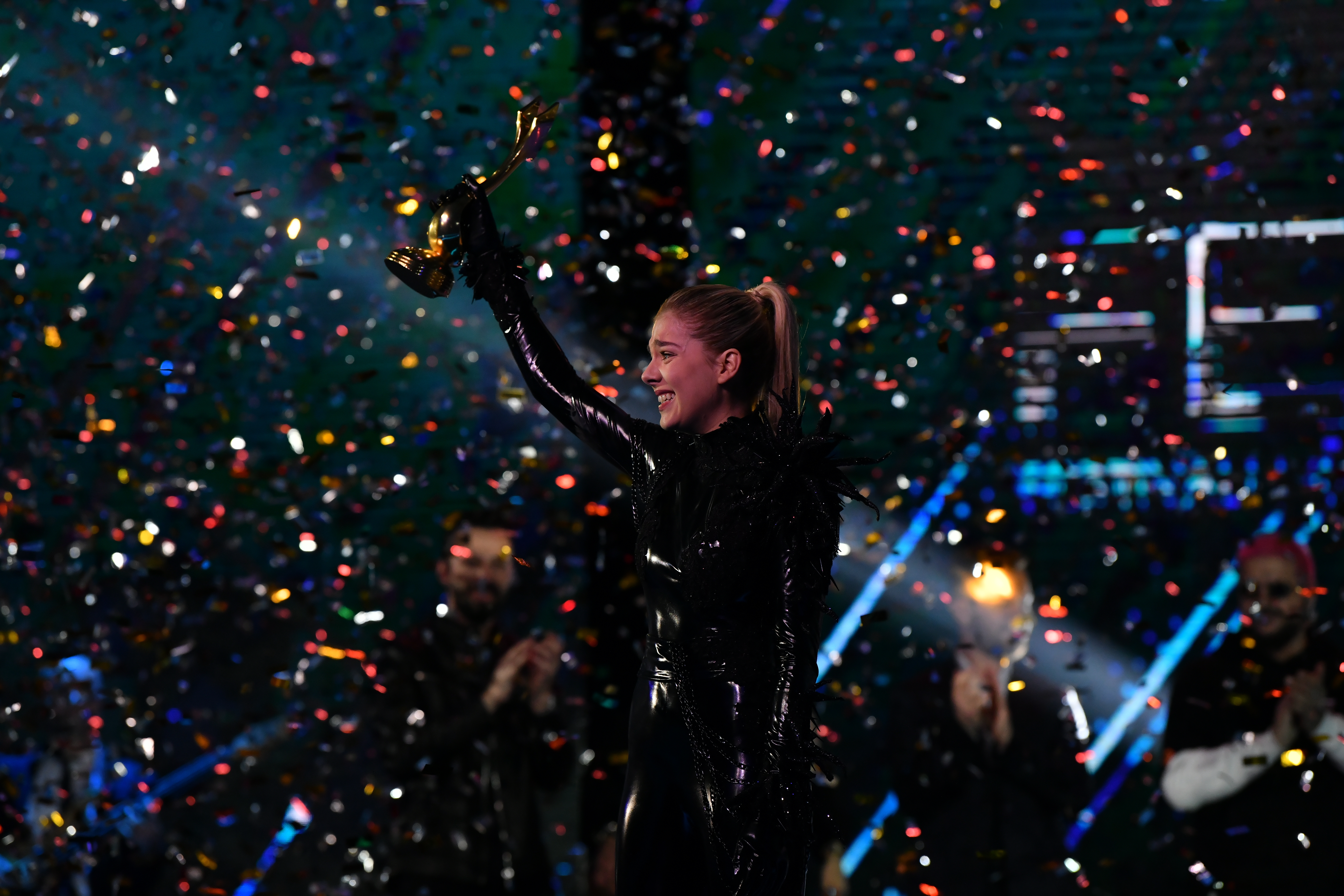
Arilena Ara po zwycięstwie w 58. Festivali i Këngës (2019)

Pod koniec lipca 2019 albańska telewizja potwierdziła udział w 65. Konkursie Piosenki Eurowizji. Reprezentantem kraju w konkursie został zwycięzca 58. edycji Festivali i Këngës, którego finał został rozegrany 22 grudnia 2019. Do konkursu dopuszczono 20 wykonawców, którymi byli: Albërie Hadërgjonaj, Aldo Bardhi, Arilena Ara, Bojken Lako, Devis Xherahu, Eli Fara i Stresi, Elvana Gjata, Era Rushi, Gena, Genc Tukiçi i Nadia Tukiçi, Kamela Islamaj, Kanita Suma, Kastro Zizo, Olta Boka, Renis Gjoka, Robert Berisha, Sara Bajraktari, Tiri Gjoci, Valon Shehu i Wendi Mancaku. Tuż po opublikowaniu listy uczestników pojawiły się głosy krytyki związane z faktem, że na przebieg i wyniki festiwalu ma jego producentka, Vera Grabocka, na stałe współpracująca z jedną z uczestniczek, Arileną Arą. Do finału awansowało 12 uczestników, których wybrała międzynarodowa komisja jurorska w składzie: Dimitris Kontopulos, Christer Björkman i Felix Bergsson. W finale dołączyli do nich Mikaela Minga i Rita Petro, którzy wspólnie wyłonili zwycięski utwór festiwalu. Największą liczbę punktów otrzymała piosenka Arileny Ary „Shaj”, wygrywając trzema punktami z główną faworytką koncertu, Elvaną Gjatą. Zwycięstwo wokalistki wywołało kontrowersje z powodu powiązań z producentką festiwalu, a także zwracano uwagę, że współautorem piosenki jest macedoński kompozytor Darko Dimitrow. Utwór mimo kontrowersji został dopuszczony do konkursu, jednak w marcu konkurs został odwołany w wyniku pandemii COVID-19.
Wiosną 2020 albańska telewizja potwierdziła udział w 65. Konkursie Piosenki Eurowizji w Rotterdamie, a w lipcu ogłosiła, że reprezentant kraju będzie wybrany w trakcie 59. edycji Festivali i Këngës, który odbędzie się w dniach 21-23 grudnia. W październiku stacja listę 26 uczestników festiwalu, których wyłoniła komisja jurorska powołana przez RTSH (w składzie: Agim Doçi, Alma Bektashi, Eugent Bushpepa, Jonida Maliqi i Klodian Qafoku), a zostali nimi: Agim Poshka, Anxhela Peristeri, Devis Xherahu, Enxhi Nasufi, Era Rusi, Erik Lloshi, Evi Reçi, Fatos Shabani, Festina Mejzini, Florent Abrashi, Franc Koruni, Gigliola Haveriku, Gjerg Kaçinari, Inis Neziri, Kamela Islamaj, Kastro Zizo, Klint Çollaku, Mirud, Orgesa Zaimi, Rosela Gjylbegu, Sardi Strugaj, Stefan Mareno, Viktor Tahiraj, Wendi Mancaku i Xhesika Polo oraz Manjola Nallbani, która ostatecznie musiała wycofać się z udziału w wydarzeniu z powodu zakażenia się koronawirusem. Wszystkie koncerty festiwalowe prowadzili Jonida Vokshi i Blendi Salaj. Do finału awansowało 18 wykonawców, spośród których zwycięzcę wyłonili telewidzowie i komisja jurorska w składzie: Andri Xhahu, Kastriot Çaushi, Prec Zogaj, Rame Lahaj, Robert Radoja, Vasil Tole i Zana Shuteriqi. Pierwsze miejsce zajęł Anxhela Peristeri z utworem „Karma”. Wyniki wywołały kontrowersje w kraju, a prasa donosiła o możliwej manipulacji wynikami, w tym przekupstwie jurorów przez ekipę Peristeri. Mimo kontrowersji reprezentantka wystąpiła 20 maja w drugim półfinale konkursu i z 10. miejsca awansowała do finału, który odbył się 22 maja. Zajęła w nim 21. miejsce po zdobyciu 57 punktów, w tym 35 pkt od telewidzów (16. miejsce) i 22 pkt od jurorów (20. miejsce).

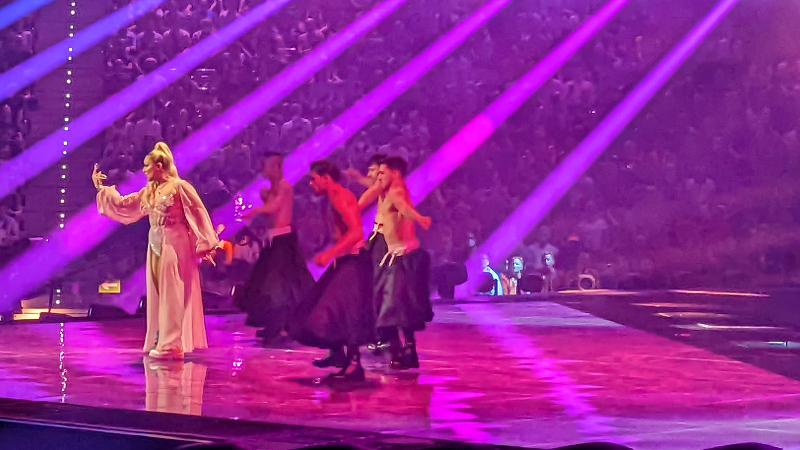
Ronela Hajati podczas 66. Konkursu Piosenki Eurowizji w Turynie (2022)

W lipcu 2021 telewizja RTSH potwierdziła udział w 66. Konkursie Piosenki Eurowizji oraz ujawniła, że reprezentant kraju zostanie wybrany w dniach 27–29 grudnia podczas 60. edycji Festivali i Këngës. W listopadzie 2021 ujawniono listę 20 uczestników festiwalu, którymi zostali: Alban Ramosaj, Denis Skura, Eldis Arrnjeti, Evi Reci, Endri & Stefi, Ester Zahiri, Gjergj Kacinari, Janex, Kastro Zizo, Kelly, Kejsi Rustja, Mirud, Olimpia Smajlaj, Rezarta Smaja, Ronela Hajati, Sajmir Çili, Shega, Urban Band, Viola Xhemali oraz Xhuliana Pjetra. Koncerty na żywo poprowadzili Ardit Gjebrea, Isli Islami, Jonida Maliqi, Kelvi Kadilli i Xhemi Shehu. Do finału awansowało 17 wykonawców, spośród których zwycięzcę wyłoniła komisja jurorska w składzie: Anxhela Peristeri, Agim Doçi, Anxhela Faber, Osman Mula, Rozana Radi, Olsa Toqi and Olti Curri. W finale zwyciężyła Ronela Hajati z utworem „Sekret”, dzięki czemu została ogłoszona reprezentantką Albanii na Eurowizji 2022 w Turynie. Przed występem w konkursie nagrała nową wersję swojej piosenki, którą wzbogaciła o więcej anglojęzycznego tekstu. Podczas prób do występu na Eurowizji Hajati była krytykowana m.in. za zbytnią wulgarność, celową prowokację i promowanie homoseksualizmu na scenie. Odpierając zarzuty, tłumaczyła, że za jej występem stoi przesłanie mówiące o tym, że „każdy ma dowolność w tym, kogo chce kochać, a jeśli ktoś chce zachować to w sekrecie, to też jest dobrze”. Szef albańskiej delegacji Ardit Cuni zapewnił, że występ nie zostanie zmieniony. 10 maja Hajati otworzyła pierwszy półfinał konkursu i zajęła w nim 12. miejsce (zdobywszy 58 punktów), przez co nie awansowała do finału. Na scenie towarzyszyło jej tancerze: Yusef Zahir, Mario Giuseppe Uzzi, Karmine Verola i Andrea Attila Felice oraz Klaudia Pepa, która odpowiadała także za choreografię do występu.

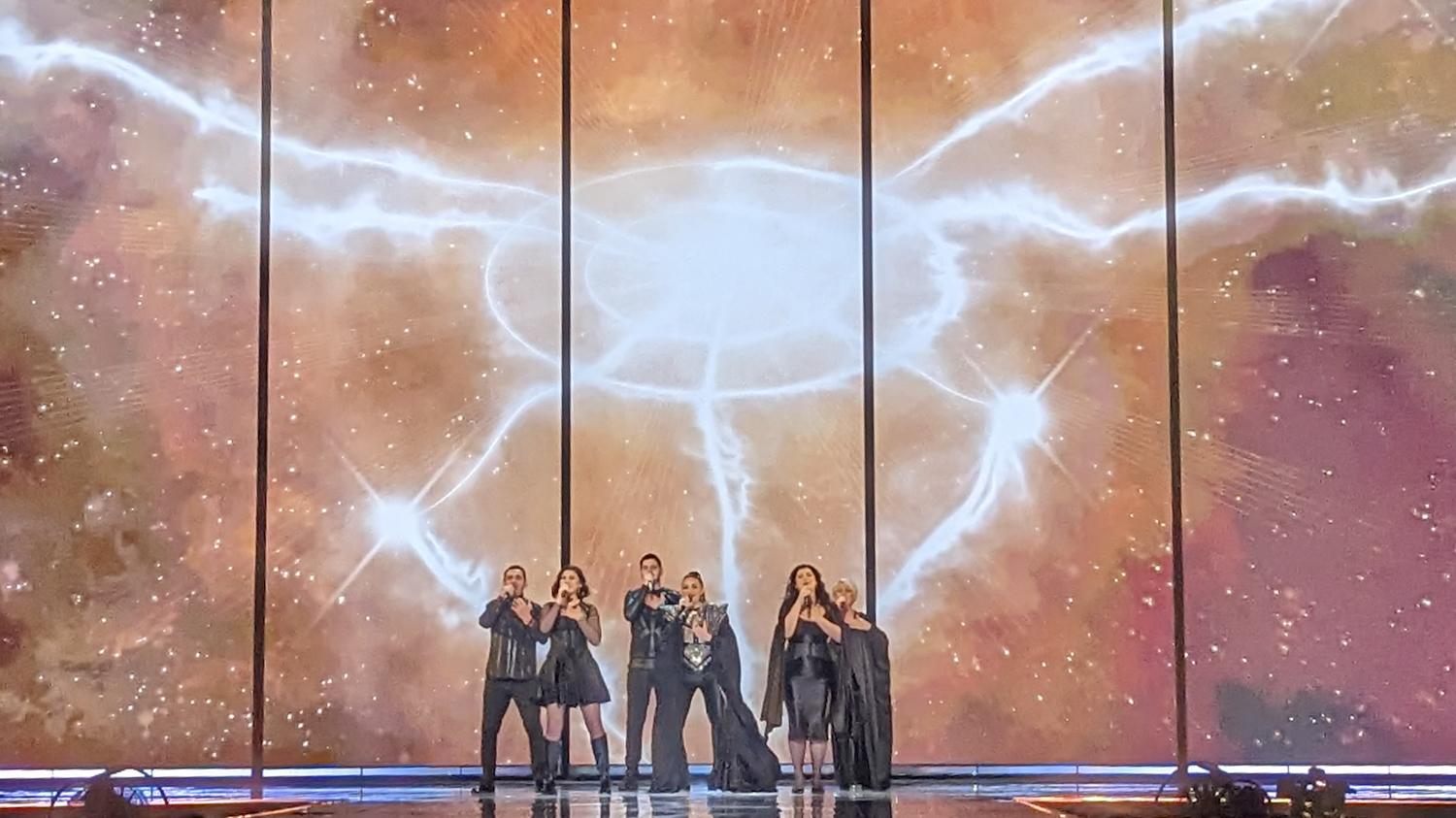
Albina i Familja Kelmendi podczas 67. Konkursu Piosenki Eurowizji w Liverpoolu (2023)

W czerwcu 2022 telewizja RTSH potwierdziła udział w 67. Konkursie Piosenki Eurowizji w Liverpoolu, a w listopadzie ujawniła, że reprezentant kraju zostanie wybrany w trakcie 61. edycji Festivali i Këngës, która odbędzie się w dniach 19–22 grudnia. Na początku września 2022 poinformowano, że telewizja RTSH wyłoni zwycięzcę festiwalu za pomocą systemu zawierającego w pewnym stopniu głosowanie telewidzów. 28 października stacja potwierdziła, że zdobywcy pierwszych trzech miejsc w konkursie zostaną wybrani przez jurorów, ale reprezentant kraju na Eurowizji zostanie wyłoniony w osobnym głosowaniu telewidzów, co stanowiło pierwsze w historii zastosowanie takiego systemu w albańskich preselekcjach. Lista 26 uczestników została opublikowana pod koniec października 2022, znależli się na niej: 2Farm, Alban Kondi i Lorela Karoshi, Albina i Familja Kelmendi, Elsa Lila, Enxhi Nasufi, Evi Reçi, Fabian Basha, Fifi, Franc Koruni, Gjergj Kaçinari, Lynx, Manjola Nallbani, Petrit Çarkaxhiu, Rezarta Smaja, Rovena Dilo, Serxhio Hajdini, Anduel Kovaçi, Aris Bako, Erma Mici, Genti Hoxha, Luna Çausholli, Melodajn Mancaku, Permit of Stay, Sara Kapo, Urban Band i Vanesa Sono. W finale zwyciężyła Elsa Lila z utworem „Evita”, natomiast głosowanie widzów i tytuł reprezentanta Albanii na Eurowizji uzyskali Albina i Familja Kelmendi z utworem „Duje”. Premiera klipu do nowej wersji piosenki odbyła się 10 marca 2023 na kanale „Eurovision Song Contest” w serwisie YouTube. 11 maja reprezentanci wystąpili w drugim półfinale konkursu i z dziewiątego miejsca awansowali do finału, który odbył się 13 maja. Zajęli w nim 22. miejsce po zdobyciu 76 pkt, w tym 59 pkt od telewidzów (10. miejsce) i 17 pkt od jurorów (21. miejsce).

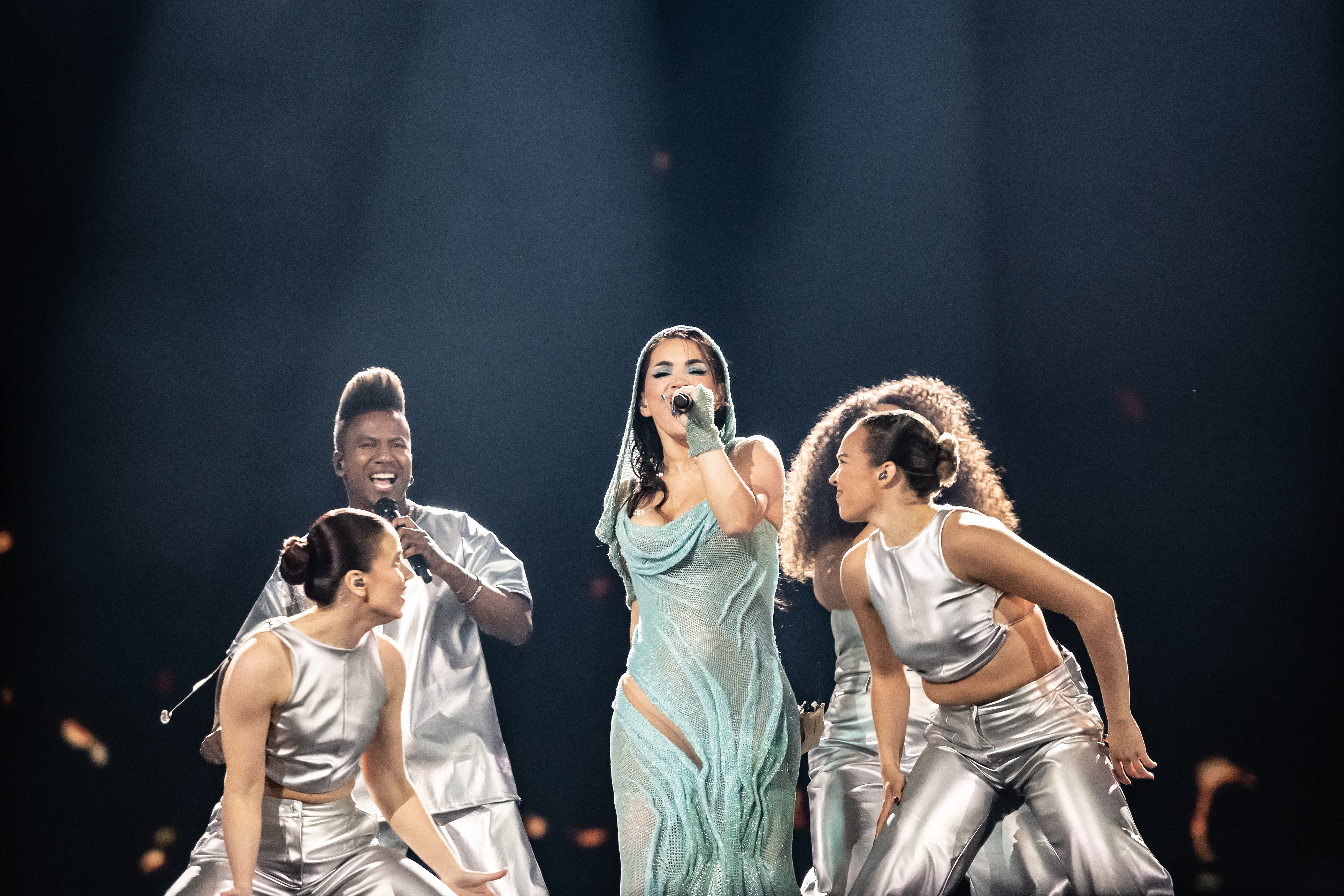
Besa podczas 68. Konkursu Piosenki Eurowizji w Malmö (2024)

Pod koniec sierpnia 2023 telewizja RTSH potwierdziła udział w 68. Konkursie Piosenki Eurowizji w Malmö oraz organizację kolejnej edycji Festivali i Këngës, a wraz z otwarciem procesu nadsyłania kompozycji potwierdził, że festiwal ponownie będzie służył jako krajowe eliminacje do Eurowizji. 17 października 2023 stacja ogłosiła finalistów festiwalu, którymi zostali: Andi Tanko, Anduel Kovaçi, Arsi Bako, Besa Kokёdhima, Besa Krasniqi, Big Basta i Vesa Luma, Bledi Kaso, Eldis Arnjeti, Elsa Lila, Erina and the Elementals, Festina Mejzini, Jasmina Hako, Jehona Ponari, Kastro Zizo, Kejsi Tola, Kleansa Susaj, Luan Durmishi, Mal Retkoceri, Martina Serreqi, Melodajn Mancaku, Michela Paluca, Olimpia Smajlaj, Olsi Ballta, Samanta Karavella, Santino De Bartolo, Sardi Strugaj, Sergio Hajdini, Shpat Deda, Stivi Ushe, Tiri Gjoci i Troy Band. Po publikacji listy nastąpiło do kilku zmian uczestników: z udziału wycofali się Kejsi Tola, Samanta Karavella i Sardi Strugaj, a ich miejsca zajęli: Eden Baja, Irma Lepuri i PeterPan Quartet. W finale festiwalu zwyciężył Mal Retkoceri z utworem „Çmendur”, natomiast tytuł reprezentantki Albanii na Eurowizji – dzięki głosom widzów – uzyskała Besa Kokёdhima z utworem „Zemrën n'dorë”. 11 marca 2024 premierę miał teledysk do nowej, anglojęzycznej wersji zwycięskiej piosenki – „Titan”. 9 maja Besa wystąpiła w drugim półfinale konkursu i zajęła 15. miejsce (z dorobkiem 14 pkt w głosowaniu widzów), przez co nie awansowała do finału.

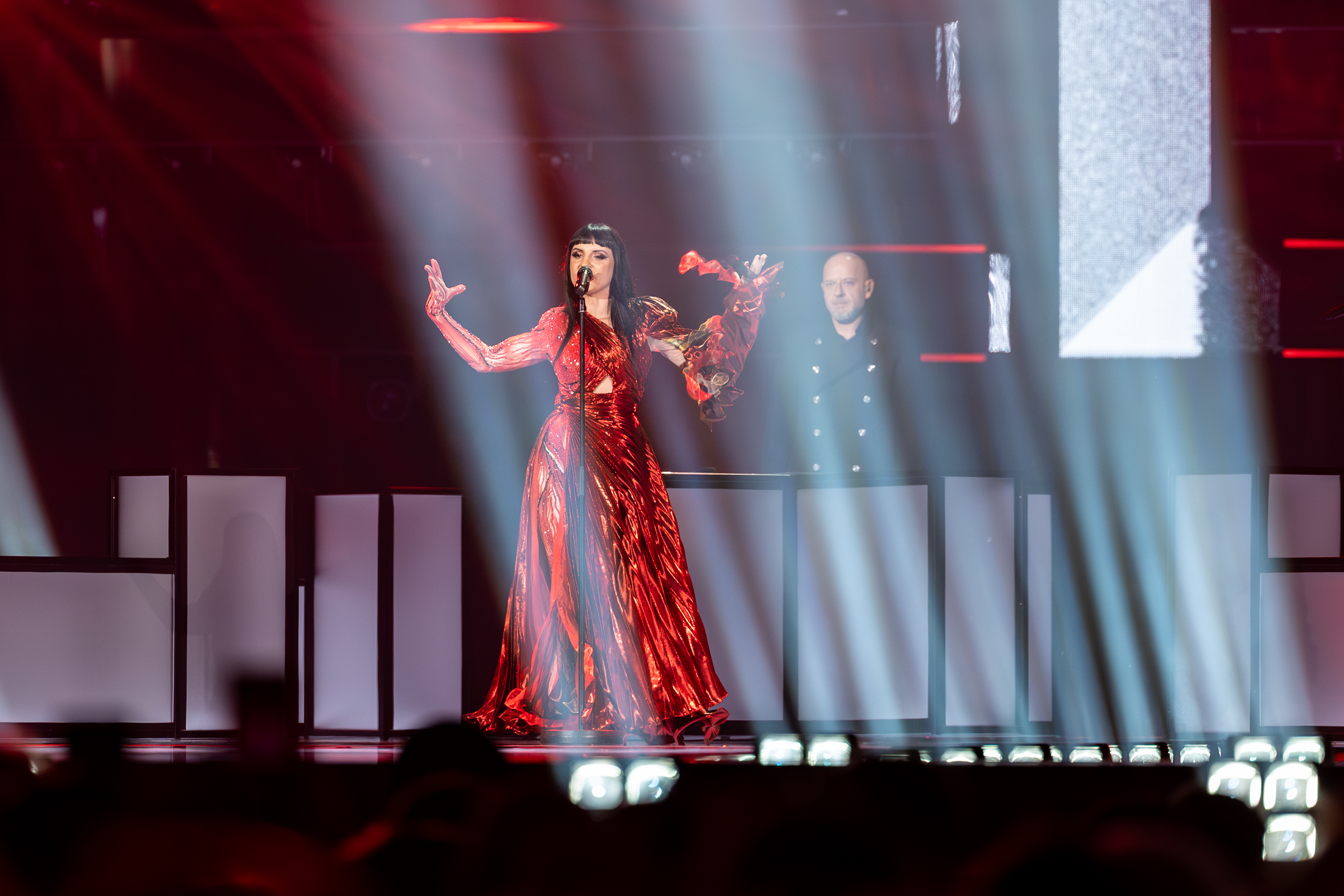
Shkodra Elektronike podczas 69. Konkursu Piosenki Eurowizji w Bazylei (2025)

W maju 2024 albańska telewizja RTSH potwierdziła udział w 69. Konkursie Piosenki Eurowizji w Bazylei wraz z rozpoczęciem przygotowań do kolejnej edycji Festivali i Këngës. 7 października nadawca RTSH ogłosił stawkę 63. edycji festiwalu składającą się z 30 uczestników, wśród których znaleźli się: Algert Sala, Alis Kallacej, Ardit Çuni, Devis Xherahu, Djemtë e Detit, Elvana Gjata, Endrik Beba, Epos Grup, Erma Mici, Frensi Revania, Gjergj Kaçinari, Gresa Gjocera, Jet, Kejsi Jazxhi, Kleansa Susaj, Laurjan Ejlli ft. Adelina Corraj, Lorenc Hasrama, Luna Çausholli, Mal Retkoceri, Martina Serreqi, Mihallaq Andrea, Nita Latifi, Olsi Bylyku, Orgesa Zaimi, Rea Nuhu, Ronaldo Mesuli, Santino De Bartolo, Shkodra Elektronike, Stine oraz Vesa Smolica. Również w listopadzie ze stawki festiwalu wycofał się Olsi Bylyku, a jego miejsce zajęła znajdująca się jako pierwsza na liście rezerwowej Klea Dina. Zwycięzcami festiwalu i tym samym reprezentantami Albanii został duet Shkodra Elektronike z utworem „Zjerm”. 13 maja zespół wystąpił w pierwszym półfinale i z drugiego miejsca awansowali do finału, który odbył się 17 maja. Zajęli w nim 8 miejsce po zdobyciu 218 punktów, w tym 173 pkt od telewidzów (5. miejsce) i 45 pkt od jurorów (16. miejsce).
9 czerwca 2025 albański nadawca RTSH potwierdził swój udział w 70. Konkursie Piosenki Eurowizji w Wiedniu oraz że reprezentantem kraju ponownie zostanie zwycięzca Festivali i Këngës. 19 lipca zostało potwierdzone, że rolę dyrektora artystycznego, podobnie jak w ubiegłym roku obejmie Elhaida Dani, reprezentantka kraju w konkursie w 2015 roku.

## Uczestnictwo
Albania uczestniczy w Konkursie Piosenki Eurowizji od 2004. Poniższa tabela uwzględnia wszystkich albańskich reprezentantów, tytuły konkursowych piosenek oraz wyniki w poszczególnych latach.
| Rok  | Artysta                         | Piosenka                  | Język               | Finał            | Finał            | Półfinał         | Półfinał         |
| Rok  | Artysta                         | Piosenka                  | Język               | Miejsce          | Punkty           | Miejsce          | Punkty           |
| ---- | ------------------------------- | ------------------------- | ------------------- | ---------------- | ---------------- | ---------------- | ---------------- |
| 2004 | Anjeza Shahini                  | „The Image of You”        | angielski           | 7                | 106              | 4                | 167              |
| 2005 | Ledina Çelo                     | „Tomorrow I Go”           | angielski           | 16               | 53               | Top 12           | Top 12           |
| 2006 | Luiz Ejlli                      | „Zjarr e ftohtë”          | albański            | –                | –                | 14               | 58               |
| 2007 | Frederik Ndoci i Aida           | „Hear My Plea”            | angielski, albański | –                | –                | 17               | 49               |
| 2008 | Olta Boka                       | „Zemrën e lamë peng”      | albański            | 17               | 55               | 9                | 67               |
| 2009 | Kejsi Tola                      | „Carry Me in Your Dreams” | angielski           | 17               | 48               | 7                | 73               |
| 2010 | Juliana Pasha                   | „It’s All About You”      | angielski           | 16               | 62               | 6                | 76               |
| 2011 | Aurela Gaçe                     | „Feel the Passion”        | angielski, albański | –                | –                | 14               | 47               |
| 2012 | Rona Nishliu                    | „Suus”                    | albański            | 5                | 146              | 2                | 146              |
| 2013 | Adrian Lulgjuraj i Bledar Sejko | „Identitet”               | albański            | –                | –                | 15               | 31               |
| 2014 | Hersi                           | „One Night’s Anger”       | angielski           | –                | –                | 15               | 22               |
| 2015 | Elhaida Dani                    | „I’m Alive”               | angielski           | 17               | 34               | 10               | 62               |
| 2016 | Eneda Tarifa                    | „Fairytale”               | angielski           | –                | –                | 16               | 45               |
| 2017 | Lindita                         | „World”                   | angielski           | –                | –                | 14               | 76               |
| 2018 | Eugent Bushpepa                 | „Mall”                    | albański            | 11               | 184              | 8                | 162              |
| 2019 | Jonida Maliqi                   | „Ktheju tokës”            | albański            | 17               | 90               | 9                | 96               |
| 2020 | Arilena Ara                     | „Fall from the Sky”       | angielski           | Konkurs odwołany | Konkurs odwołany | Konkurs odwołany | Konkurs odwołany |
| 2021 | Anxhela Peristeri               | „Karma”                   | albański            | 21               | 57               | 10               | 112              |
| 2022 | Ronela Hajati                   | „Sekret”                  | albański, angielski | –                | –                | 12               | 58               |
| 2023 | Albina i Familja Kelmendi       | „Duje”                    | albański            | 22               | 76               | 9                | 83               |
| 2024 | Besa                            | „Titan”                   | angielski           | –                | –                | 15               | 14               |
| 2025 | Shkodra Elektronike             | „Zjerm”                   | albański            | 8                | 218              | 2                | 122              |
| 2026 |                                 |                           |                     |                  |                  |                  |                  |

Legenda:
     2. miejsce

## Historia głosowania w finale (2004–2025)
Poniższe tabele pokazują, którym krajom Albania przyznaje w finale najwięcej punktów, i od których państw albańscy reprezentanci otrzymują najwyższe noty.
| L.p. | Kraj      | Punkty |
| ---- | --------- | ------ |
| 1    | Włochy    | 208    |
| 2    | Grecja    | 184    |
| 3    | Szwecja   | 89     |
| 4    | Francja   | 78     |
| 4    | Hiszpania | 78     |
| 5    | Turcja    | 71     |

| L.p. | Kraj               | Punkty |
| ---- | ------------------ | ------ |
| 1    | Macedonia Północna | 127    |
| 2    | Grecja             | 116    |
| 3    | Szwajcaria         | 97     |
| 4    | Czarnogóra         | 91     |
| 5    | Włochy             | 67     |

## Komentatorzy i osoby podające głosy
Spis poniżej przedstawia wszystkich albańskich komentatorów konkursu oraz krajowych sekretarzy podających punkty w finale.
| Rok  | Komentator   | Sekretarz    |
| ---- | ------------ | ------------ |
| 2004 | Leon Menkshi | Zhani Ciko   |
| 2005 | Leon Menkshi | Zhani Ciko   |
| 2006 | Leon Menkshi | Leon Menkshi |
| 2007 | Leon Menkshi | Leon Menkshi |
| 2008 | Leon Menkshi | Leon Menkshi |
| 2009 | Leon Menkshi | Leon Menkshi |
| 2010 | Leon Menkshi | Leon Menkshi |
| 2011 | Leon Menkshi | Leon Menkshi |
| 2012 | Andri Xhahu  | Andri Xhahu  |
| 2013 | Andri Xhahu  | Andri Xhahu  |
| 2014 | Andri Xhahu  | Andri Xhahu  |
| 2015 | Andri Xhahu  | Andri Xhahu  |
| 2016 | Andri Xhahu  | Andri Xhahu  |
| 2017 | Andri Xhahu  | Andri Xhahu  |
| 2018 | Andri Xhahu  | Andri Xhahu  |
| 2019 | Andri Xhahu  | Andri Xhahu  |
| 2021 | Andri Xhahu  | Andri Xhahu  |
| 2022 | Andri Xhahu  | Andri Xhahu  |
| 2023 | Andri Xhahu  | Andri Xhahu  |
| 2024 | Andri Xhahu  | Andri Xhahu  |
| 2025 | Andri Xhahu  | Andri Xhahu  |